# 後白河天皇
後白河天皇（ごしらかわてんのう、1127年10月18日〈大治2年9月11日〉 - 1192年4月26日〈建久3年3月13日〉）は、日本の第77代天皇（在位: 1155年8月23日〈久寿2年7月24日〉- 1158年9月5日〈保元3年8月11日〉）。諱は雅仁（まさひと）。
鳥羽天皇の第四皇子として生まれ、異母弟の近衛天皇の急死により皇位を継ぎ、譲位後は34年院政を行った。保元の乱、平治の乱、治承・寿永の乱の時代を生き、二条天皇・平清盛・木曾義仲との対立で幽閉・院政停止に追い込まれては復権した。情勢に翻弄された印象もあるが、新興の鎌倉幕府とは多くの軋轢を抱えながらも協調して、後の公武関係の枠組みを構築した。南都北嶺といった寺社勢力には厳しい態度で臨む反面、仏教を厚く信奉して晩年は東大寺の大仏再建に積極的に取り組んだ。和歌は不得手だったが、今様を愛好して『梁塵秘抄』を撰するなど文化にも大きな足跡を残した。

## 生涯

### 親王時代
大治2年（1127年）9月11日、鳥羽上皇と中宮・藤原璋子の第四皇子として生まれる。中御門宗忠は「后一腹に皇子4人は、昔から希有の例だ」と評した。
11月14日、親王宣下を受けて「雅仁」と命名される。2年後に曾祖父の白河法皇が亡くなり、鳥羽上皇による院政が開始された。保延5年（1139年）12月27日、12歳で元服して二品に叙せられる。院政開始後の鳥羽上皇は藤原得子を寵愛して、永治元年（1141年）12月7日、崇徳天皇に譲位を迫り、得子所生の体仁親王を即位させた（近衛天皇）。体仁親王は崇徳帝中宮・藤原聖子の養子であり「皇太子」のはずだったが、譲位の宣命には「皇太弟」と記されていた。天皇が弟では将来の院政は不可能であり、崇徳帝にとってこの譲位は大きな遺恨となった。
皇位継承とは無縁で気楽な立場にあった雅仁親王は「イタクサタダシク御遊ビナドアリ」と、遊興に明け暮れる生活を送っていた。この頃、田楽・猿楽などの庶民の雑芸が上流貴族の生活にも入り込み、催馬楽・朗詠に比べて自由な表現をする今様（民謡・流行歌）が盛んとなっていた。雅仁は特に今様を愛好し、熱心に研究していた。後年『梁塵秘抄口伝集』に「10歳余りの時から今様を愛好して、稽古を怠けることはなかった。昼は一日中歌い暮らし、夜は一晩中歌い明かした。声が出なくなったことは3回あり、そのうち2回は喉が腫れて湯や水を通すのもつらいほどだった。待賢門院が亡くなって50日を過ぎた頃、崇徳院が同じ御所に住むように仰せられた。あまりに近くで遠慮もあったが、今様が好きでたまらなかったので前と同じように毎夜歌った。鳥羽殿にいた頃は50日ほど歌い明かし、東三条殿では船に乗って人を集めて40日余り、日の出まで毎夜音楽の遊びをした」と自ら記している。
その没頭ぶりは周囲からは常軌を逸したものと映ったらしく、鳥羽上皇は「即位の器量ではない」とみなしていた。今様の遊び相手には源資賢・藤原季兼がいたが、他にも京の男女、端者（はしたもの）、雑仕（ぞうし）、江口・神崎の遊女、傀儡子（くぐつ）など幅広い階層に及んだ。雅仁の最初の妃は源有仁の養女の懿子だったが、康治2年（1143年）、守仁親王（後の二条天皇）を産んで急死する。次に妃となったのは藤原季成の女の成子で、2男4女を産むが、一生重んじられなかった。

### 保元の乱・平治の乱
久寿2年（1155年）、近衛天皇が崩御すると、自身の第一皇子であり、美福門院（得子）の養子となっていた守仁親王が即位するまでの中継ぎとして、立太子を経ないまま29歳で即位した。守仁はまだ年少であり、存命中である実父の雅仁を飛び越えての即位は如何なものかとの声が挙がったためだった。本来、新帝践祚 → 即位 → 立太子の順で行われるものが、新帝の即位式以前の同年9月に鳥羽法皇主導によって守仁の立太子が行われたことが、後白河天皇即位の性格を示している。10月に藤原公能の娘である藤原忻子が入内し、その翌年には皇子を産むことなく中宮に立てられているが、崇徳上皇・後白河天皇にとって公能は母方の従兄弟にあたり、崇徳上皇に好意的とみられてきた公能ら亡き待賢門院（璋子）の一族（徳大寺家）を新帝の後ろ盾にする意味があった。保元元年（1156年）、鳥羽法皇が崩御すると保元の乱が発生した。この戦いでは後見の信西が主導権を握り、後白河帝は形式的な存在だった。乱後、信西は政権の強化に尽力し、保元新制を発して荘園整理・大寺社の統制・内裏再建などを行う。
保元3年（1158年）、守仁（二条天皇）に譲位し、太上天皇となる。これは当初の予定通りであり「仏と仏との評定」、すなわち美福門院と信西の協議によるものだった。治天の君・王家の家長として最も重要な権限である皇位継承権の決定権を持たない後白河上皇は院政の主導者として認められていなかった。父の所領の大部分は、美福門院と暲子内親王に譲られたため、後白河上皇は藤原頼長から没収した所領を後院領にして経済基盤とした。また、配流となった崇徳上皇を除いた待賢門院所生の兄弟関係を強めるためにわずか1歳しか違わない同母姉の統子内親王を自分の准母（母代わり）として、後に上西門院の女院号を与えている。
二条天皇の即位により、後白河院政派と二条親政派の対立が始まり、後白河院政派内部でも信西と藤原信頼の間に反目が生じるなど、朝廷内は三つ巴の対立の様相を見せるようになった。
この対立は平治元年（1159年）に頂点に達し、平治の乱が勃発する。12月9日夜、院御所・三条殿が藤原信頼・源義朝の軍勢によって襲撃され、内裏の一本御書所に幽閉される。結果、信西は殺害され信頼が政権を掌握するが、二条親政派と手を結んだ平清盛が武力で信頼らを撃破、後白河院政派は壊滅する。後白河院は乱の最中、幽閉先を自力で脱出して仁和寺に避難していた。この時、争奪の対象になったのは二条天皇であり、後白河院は信西が殺害され政治力を失っていたことから、ほとんど省みられていなかった。
乱後、後白河院は二条親政派の中心だった大炊御門経宗・葉室惟方の逮捕を清盛に命じる。経宗・惟方は、藤原信頼とともに信西殺害の首謀者であり、その責任を追及されたものと推測される。これ以降、後白河院政派と二条親政派の対立は膠着状態となる。

### 二頭政治と法住寺殿造営
後白河院政派と二条親政派の対立は、双方の有力な近臣が共倒れになって小康状態となり、「院・内、申シ合ツツ同ジ御心ニテ」二頭政治が行われた。蔵人頭・中山忠親の『山槐記』によると、国政の案件は後白河院と二条帝に奏上され、前関白・藤原忠通が諮問に答える形で処理されていた。永暦元年（1160年）10月になると、後白河院は焼失した三条殿に代わる新たな院政の拠点として法住寺殿の造営に取り掛かる。六波羅の南、東七条末の地には、摂関期に藤原為光が法住寺を創建したが早くに衰退し、信西の邸（平治の乱で焼失）や藤原清隆・紀伊二位の御堂などが建ち並んでいた。造営は播磨守に重任した藤原家明が担当し、藤原信頼の邸の移築が進められた。10余町の土地を囲い込み、大小80余堂を壊し、多くの人々の恨みを買ったという。
10月16日、後白河院は法住寺殿の鎮守として日吉社・熊野社を勧請する。これについて『今鏡』は「神仏の御事、かたがたおこしたてまつらせ給へる、かしこき御こころざしなるべし」としている。新日吉社は、競馬や流鏑馬など武士の武芸が開催される場となり、新熊野社は、熊野詣に出発する前の精進・参籠の場となった。17日に早速、勧請したばかりの新熊野社に参籠して、23日、初めての熊野詣に出発する。参詣には清盛も同行している。熊野詣は以後34回にも及んだ（実際に記録で確認できるのは28回）。熊野詣の最中の11月23日、美福門院が崩御した。即位以来、美福門院派との協調に神経を遣っていた後白河にとっては束縛からの解放であり、二条を抑えて政治の主導権を握ることも夢ではなくなった。法住寺殿の造営も順調に進み、永暦2年（1161年）4月13日、完成した御所に移り住んだ。
二条親政派にとって、後ろ盾の美福門院を失った事は大きな打撃だった。一方「清盛モタレモ下ノ心ニハ、コノ後白河院ノ御世ニテ世ヲシロシメスコトヲバ、イカガトノミオモヘリ」とあるように、後白河院が政務を執る事に不安を抱き、否定的な見解をする者が少なくなかった。後白河院には芸能に堪能な側近が多い反面、鳥羽院政以来の伝統的貴族や実務官僚とのつながりは希薄で、強固な支持基盤ではなかった。後白河院の寵愛は、もっぱら上西門院の女房・小弁局（平滋子）にあり、皇后・忻子や女御・琮子は全く無視されていた。三条公教（琮子の父）・徳大寺公能（忻子の父）も相次いで死去しており、後白河院と閑院流の関係は疎遠になっていたと考えられる。この時期の状況として『平家物語』には「院の近習者をば、内よりいましめあり。内の近習者をば、院よりいましめらるるの間、上下おそれをののいて、やすい心なし。ただ深淵にのぞむで、薄氷をふむに同じ」とあり、両派の緊張関係がうかがえる。

### 二条親政の確立
9月3日、滋子は後白河院の第七皇子（憲仁親王、後の高倉天皇）を出産するが、その誕生には「世上嗷々の説（不満・批判）」があった。15日、憲仁立太子の陰謀が発覚し、院政派の平時忠・平教盛・平基盛・藤原成親・藤原信隆らが二条帝により解官される。これ以降、後白河院は政治決定の場から排除され、国政は二条帝と藤原忠通の合議により運営されることになる。
12月17日、藤原育子が入内する。育子は閑院流出身（徳大寺実能の女）で藤原忠通の養女だった。応保2年（1162年）2月19日、育子が中宮に冊立されると閑院流の藤原実長が中宮権大夫となり（大夫の九条兼実は14歳で名目のみ）、清盛も内裏を警護して二条支持の姿勢を明確にしたため、後白河院政派は逼塞を余儀なくされる。3月には配流されていた大炊御門経宗が帰京を許され、入れ替わるように6月23日、実長の密告により二条帝呪詛の容疑で源資賢・平時忠が流罪となった。鳥羽院政を支えていた貴族の認識では二条帝が正統な後継者であり、後白河院はあくまで暫定という位置づけだった。
院政を停止された後白河院は、信仰の世界にのめり込む。応保2年（1162年）正月の熊野詣では、千手観音経千巻を読んでいた時に御神体の鏡が輝いたので、「万の仏の願よりも千手の誓いぞ頼もしき、枯れたる草木もたちまちに花咲き実なると説ひたまふ（多くの仏の願いよりも、千手観音の誓願は頼りに思われる。一度千手におすがりすれば、枯れた草木さえも蘇って花咲き実が熟る、とお説きになられている）」と今様を歌い、千手観音への信仰を深くしている。
長寛2年（1164年）12月17日、後白河院は多年の宿願により、千体の観音堂・蓮華王院を造営する。造営は清盛が備前国を知行して行った。後白河院は落慶供養の日に、二条帝の行幸と寺司への功労の賞を望んだが、二条帝が全く関心を示さなかったため「ヤヤ、ナンノニクサニ」と嘆いたという。蓮華王院・新日吉社・新熊野社には荘園が寄進され、後白河院の経済基盤は強化される。二条帝は後白河院の動きに警戒感を募らせていたが、永万元年（1165年）6月25日、病状の悪化で順仁親王（六条天皇）に譲位、7月28日に崩御した。

### 二条親政派の瓦解と憲仁親王擁立
六条天皇は母の身分が低いことから中宮・育子が養母となり、摂政・近衛基実を中心にして体制の維持が図られた。政権は不安定で、後白河院政派は息を吹き返していく。12月25日、後白河院は憲仁に親王宣下を行い、清盛を親王勅別当とする。院政期に親王宣下されるのは原則として正妃所生の皇子のみであり、憲仁は皇位継承の有資格者として位置づけられた。永万2年（1166年）7月26日に基実が急死すると、近衛基通の年齢が理由で松殿基房が新たに摂政・氏長者に任じられた。この時に清盛は、殿下渡領を除く摂関家領を実娘で基実後家の盛子に相続させているが、後白河院はこの措置を容認していたと考えられる。主柱であった摂関家と平氏が後白河院政派に鞍替えし、二条親政派は完全に瓦解した。
7月に源資賢が参議に補されたのを皮切りに、8月には藤原成親・藤原光隆が参議、藤原成範・平頼盛が従三位となるなど、院近臣が次々に公卿に昇進した。外戚でありながら離反した閑院流に対しては後白河院は冷淡な態度をとり、権大納言の徳大寺実定・藤原実長が辞任している。実定は安元3年（1177年）にようやく還任するが、実長は生涯散位のまま留め置かれた。
10月10日、後白河院は清盛の協力を得て、憲仁親王の立太子を実現する。立太子の儀式は摂関家の正邸・東三条殿で盛大に執り行われ、九条兼実が東宮傅（とうぐうのふ）、清盛が春宮大夫となり、摂関家・平氏が憲仁を支えているとの誇示となった。11月、後白河院は清盛を内大臣とする。院近臣の昇進は大納言が限界であり、近衛大将を兼ねずに大臣になった事は極めて異例で、破格の人事だった。さらに藤原実長が辞任した後の権大納言には、藤原師長を抜擢する。師長は保元の乱で配流されたが琵琶の才能を認められ、日和見的傾向の強い上流貴族の中では最も後白河院に忠実な人物だった。

### 院政開始と出家

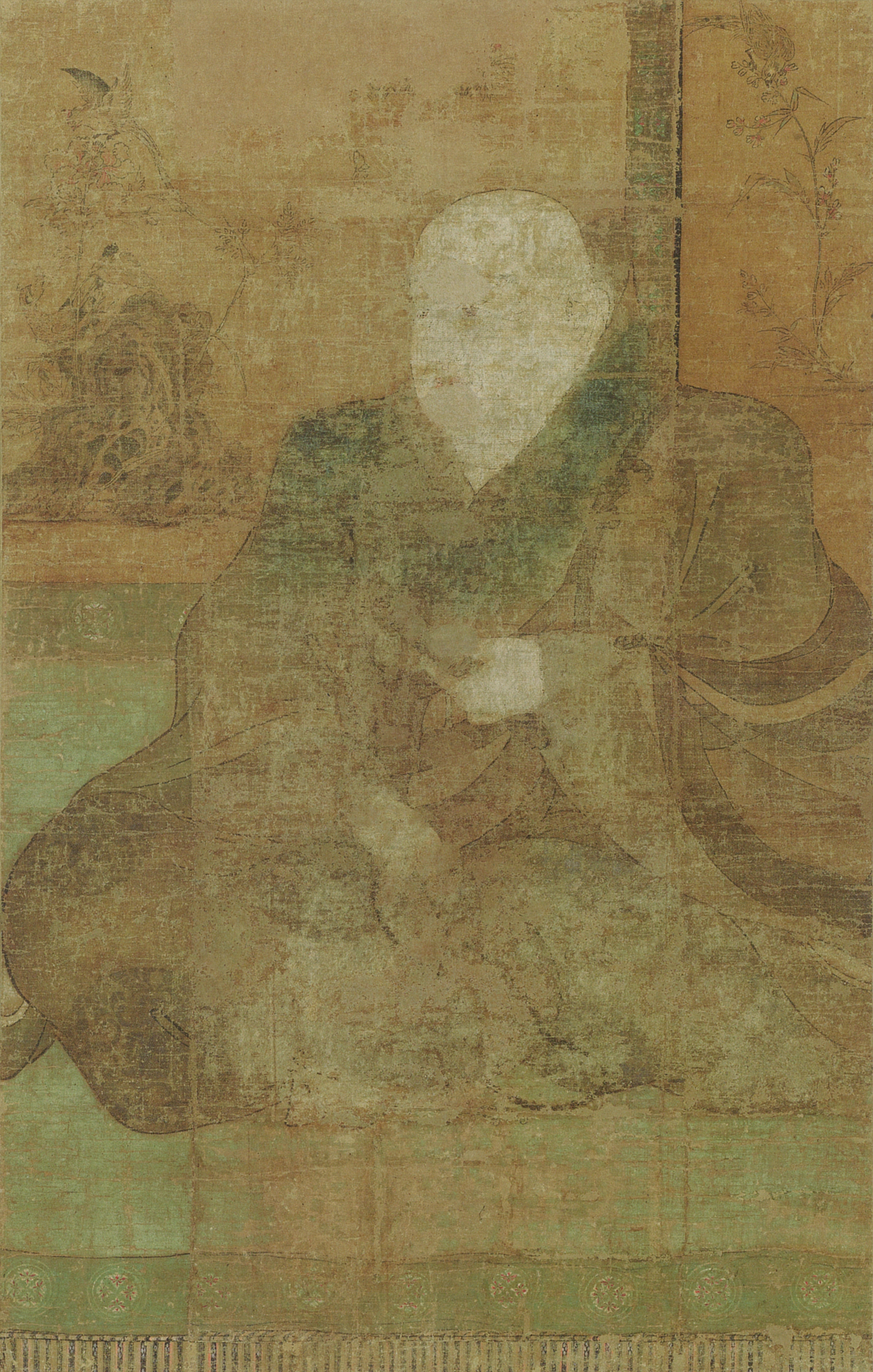
後白河天皇像（京都妙法院蔵）

後白河院は人事の刷新を済ませると、御所の拡張と軍事力の整備に乗り出した。法住寺南殿は信頼の邸宅を移築したものだったが、手狭で儀式に対応しにくい事から、仁安2年（1167年）正月19日、新しく建て替えられた。法住寺殿は、儀式用の法住寺南殿、憲仁の住む七条上御所、後白河院・滋子の住む七条下御所などに区分され、政治の中枢として機能する。28日には六条天皇の朝覲行幸があり、叙位・除目が行われた。
5月10日、後白河院は清盛の長男の平重盛に対して東山・東海・山陽・南海道の山賊・海賊追討宣旨を下す。これにより、重盛は国家的軍事・警察権を正式に委任された。重盛は憲仁親王立太子の儀式で後白河院の警護に当たり、9月の熊野詣に供をするなど、平氏一門の中では後白河院に近い立場にあった。清盛は家督を重盛に譲っても、依然として大きな発言力を有していたが、仁安3年（1168年）2月、病に倒れる。後白河院は熊野詣から戻る途中だったが、日程を早めて浄衣のまま六波羅に見舞いに駆けつけており、狼狽ぶりがうかがえる。九条兼実は「前大相国所労、天下大事只此の事に在る也。この人の夭亡の後、弥よ以て衰弊か」と政情不安を危惧している。摂関以外の臣下の病では異例の大赦が行われ、19日、反対派の動きを封じるために松殿基房の閑院邸において六条天皇から憲仁親王（高倉天皇）への譲位が慌しく執り行われた。病の癒えた清盛は政界から身を引き、福原に別荘を造営して退隠する。
９月23日、後白河院が命じて平清盛が圓教寺に登山し、一切経千余巻を施入。これによって一切経会が始められた。
大嘗会などの即位の行事が一段落して、年が明けた仁安4年（1169年）正月、後白河は12度目の熊野詣に向かう。2月29日には賀茂社にも詣でるが、これらは出家の暇乞いのためであったという。3月13日には高野山に詣で、帰路の途中の20日、福原の清盛の別荘に立ち寄る。この時に行われた千僧供養は、以後の恒例行事となった。帰京して嘉応と改元された4月、滋子に建春門院の院号を宣下し、6月17日、法住寺殿において出家、法皇となる。出家の戒師など8人の役僧は、全て園城寺の門徒だった。11月25日、新帝の八十嶋祭が行われ、平重盛の室の経子が勅使役として公卿を引き連れて六波羅から出立する。後白河院は滋子とともに七条殿の桟敷で行列を見送っており、平氏との協力体制は磐石なものに見えた。

### 政権分裂と徳子の入内
嘉応元年（1169年）12月23日、延暦寺が藤原成親の配流を要求して強訴する（嘉応の強訴）。後白河院が成親を擁護したのに対して、延暦寺と友好関係にある平氏は非協力的な態度を取り、事態は紛糾する。嘉応2年（1170年）2月には終息したものの、双方の政治路線の違いが浮き彫りとなった。4月19日、後白河院は東大寺で受戒するために奈良に御幸する。清盛も合流して翌20日に並んで受戒するが、これは康治元年（1142年）の鳥羽法皇と藤原忠実の同時受戒の例に倣ったものだった。御幸から戻った21日、後白河院は平重盛を権大納言、成親を権中納言・検非違使別当に任じる。後白河院と平氏の間に生まれた溝はひとまず解消し、高倉天皇元服の儀式に向けて準備が進められていった。
しかし10月21日、参内途中の摂政・松殿基房の車を平重盛配下の武士が襲撃する事件（殿下乗合事件）が起こり、元服定は延期となってしまう。盛子が摂関家領を相続して以来、基房は平氏に大きな不満を抱いていたが、この事件によりさらなる関係悪化が懸念された。30日、後白河院は近臣の藤原光能を福原に遣わしている。九条兼実は「何事なるかを知らず」とするが、殿下乗合事件の処理について清盛と協議するためだった可能性が高い。12月9日、基房が太政大臣となったのは、事件で被害を受けたことへの慰撫と考えられる。嘉応3年（1171年）正月3日、摂政・大臣・公卿・平氏一門が臨席する中、天皇元服の儀式が執り行われた。
後白河院政は内部に利害の異なる諸勢力を包摂していたため、常に分裂の危機をはらんでいた。前年のような混乱を避けるためには政権内部の結束が不可欠だったが、そのような中で政権の強化・安定策として浮上したのが、高倉帝と清盛の娘の徳子の婚姻である。承安元年（1171年）7月26日、後白河院は清盛から羊5頭と麝（じゃ）1頭を贈られる。10月23日には滋子とともに福原に招かれて歓待を受けるが、これらは清盛による徳子入内の働きかけと見られる。後白河院にとって、院政確立のために平氏の支援は必要だったが、平氏の発言力が増大して主導権を奪われることは避けたかったものと推測される。
12月2日、入内定が法住寺殿で行われ、徳子は後白河院の猶子として入内する事になった。白河法皇の養女として鳥羽天皇に入内した待賢門院の例が用いられたが、「かの例頗る相叶はざる由、世以てこれを傾く」と周囲からは疑問の声が挙がった。九条兼実は「法皇の養女では天皇と姉妹の関係になり、忌むべきものだ」と非難している。徳子入内への反発は大きかったが、この措置で後白河院は徳子を自己の影響下に組み込み、発言力を確保することができた。14日、徳子は法住寺殿に参上して滋子の手により着裳の儀を行い、大内裏へと向かった。
明けて、承安2年（1172年）2月10日、二条天皇の中宮にして六条天皇の養母とされていた藤原育子を皇后とし、これを受けて徳子が立后されて中宮となった。

### 日宋貿易と寺社の統制
後白河院と清盛の間には、政治路線の違いなど解消できない対立が存在したが、両者には旧来のしきたりや偏見にとらわれず目新しいものを好むという共通点があった。後白河院は清盛の進める日宋貿易に理解を示し、貴族の反対を抑えてその拡大に取り組んだ。
嘉応2年（1170年）9月20日、後白河院は福原に御幸して宋人と会う。日宋貿易は民間で活発に行われ博多には宋人が居住し、越前国の敦賀まで宋船が来航することがあった。畿内まで宋人が来ることは異例であり、天皇の外国人との接見は宇多天皇の遺戒以来タブーとされた行為と認識されていたことから、九条兼実は「我が朝延喜以来未曽有の事なり。天魔の所為か」と仰天した。平氏は代々、博多と大輪田泊をつなぐ瀬戸内海航路の整備・掌握に力を入れていたが、清盛の力だけで宋船を畿内まで入港させることは困難であり、後白河院の助力が必要だった。同年5月25日、藤原秀衡が鎮守府将軍に任じられているのは、日宋貿易における重要な輸出品である金を貢納させる狙いがあったとみられる。清盛は承安元年に後白河に羊と麝を献上しているが、どちらも日本には生息しない動物であり、日宋貿易で運ばれたと思われる。
承安2年（1172年）9月になると、宋から後白河院と清盛に供物が届けられた。その送文には「日本国王に賜ふ物色、太政大臣に送る物色」と記されていた。「日本国王」は後白河院を、「太政大臣」は清盛を指していたが、「国王」は中国皇帝が周辺諸国に授ける臣下の称号で「賜ふ」というのも日本を見下した文言であり、「頗る奇怪」であると非難の声が上がった。また供物を送ったのが皇帝・孝宗ではなく皇帝の兄で明州刺史であった趙伯圭だったこともあり、貴族は相互に差別のない外交に反するとして、品物は受け取らず返牒も出すべきではないと反発した。
しかし、承安3年（1173年）3月3日、左大臣・大炊御門経宗の計らいで返牒が出され、答進物が送られた。返牒は藤原永範が草案を作成し、藤原教長が清書した。内容は進物の美麗珍重を褒めたもので、後白河は蒔絵の厨子に入れた色革30枚・蒔絵の手箱に収めた砂金百両、清盛は剣一腰・物具（鎧）を送った。これ以降、日宋貿易は本格化していく。輸入品である宋銭は国内に大量に流入して、重要な交換手段となった。
後白河院が日宋貿易と並んで、積極的に取り組んだのが寺社の統制である。有力寺社はこの時期に荘園領主として発展し、各地で国司と紛争を引き起こしていた。「南都北嶺」と並び称された南都の興福寺と比叡山の延暦寺は、藤原鎌足の墓がありながら天台宗である多武峯の帰属を巡って鋭い対立関係にあった。承安3年（1173年）6月に抗争が激化して「昔より以降、南北大衆蜂起の中、今度より勝ること莫し」という情勢となった。
後白河院は紛争の調停に乗り出し、両寺に大衆の蜂起停止を厳命していたが、6月25日に興福寺が多武峯を襲撃して、鎌足の御影堂を焼き払った。さらに張本の差し出し・僧綱の召還命令に対しては「三千衆徒張本なり」と応じなかったため、後白河院は法勝寺八講への興福寺僧の公請を停止し、興福寺別当・尋範らを解任した。
興福寺は処分の撤回を求めていたが、10月29日に張本の覚興が配流されたため、11月3日に強訴と延暦寺攻撃の方針を固めて宇治に向かい、天台座主の配流・覚興の召還・七大寺の所領奪取を図る延暦寺僧の禁獄を要求した。後白河院は官兵を出動させて入京を阻止する一方、使者を遣わして大衆の説得を試みるが交渉は平行線をたどり、7日の春日祭は延引となり、11日に予定されていた熊野詣の進発が危ぶまれる事態となった。ここに至って後白河院は官宣旨を発し、東大寺・興福寺以下南都15大寺ならびに諸国末寺荘園の没官という前例にない厳しい処罰を下す。南都15大寺領は2ヵ月後に返還されるが、後白河院の強硬な政治姿勢は寺社に強い衝撃を与えた。平氏は大和国の国検・盛子の摂関家領相続で興福寺とは対立しており、強訴では後白河院に同調して迅速に行動したようである。

### 厳島御幸と安元の御賀
承安2年（1172年）、法住寺殿の南に滋子御願の新御堂が建てられ、2月3日に上棟式が行われた。嘉応2年（1170年）4月19日、後白河院は東大寺で受戒するため奈良に向かう途中、宇治の平等院に立ち寄り、本堂で見取り図を閲覧している。承安元年（1171年）11月にも滋子を連れて再訪しているので、平等院をモデルに造営する計画だったと思われる。諸国からは御願寺造営で重い賦課が課せられたという訴えが相次ぎ、工事は難航した。承安3年（1173年）10月21日、御堂の完成供養が行われ、最勝光院と名付けられる。その華麗と過差は先例を越えるもので、「土木之装麗、荘厳之華美、天下第一之仏閣」と称されるほど大規模だった。
承安4年（1174年）3月16日、後白河院は滋子を伴って安芸国厳島神社に参詣するため京都を出発、福原を経由して26日に到着した。交通手段は福原で清盛が用意した宋船であった可能性が高い。天皇もしくは院が后妃を連れて海路を渡り、遠方旅行は前代未聞であり、吉田経房は「已無先規、希代事歟、風波路非無其難、上下雖奇驚、不及是非」と驚愕した。厳島参詣には清盛に対する政治的配慮の面もあるが、単純に滋子を連れて霊験殊勝な厳島神社を見物したいという願望・好奇心が大きな動機だったと考えられる。後白河院には后妃が何人かいたが、遠方に連れて行ったり、桟敷で共に並んで行列を見物したりするのは、滋子に限られていた。
厳島神社では回廊の下の波や山の緑といった風景を楽しみ、内侍の巫女の舞を見て「伎楽の菩薩が舞の袖をひるがえすのも、このようであったろうか」と感嘆する。やがて巫女が「我に申すことは必ず叶うであろう、後世のことを申すのは感心である。今様を聞きたい」と託宣を告げたので、「四大声聞いかばかり、喜び身よりも余るらん、われらは後世の仏ぞと、確かに聞きつる今日なれば（四大声聞の方々はどれほど身に余る喜びを感じただろう、釈尊から後世において仏に成り得ると、確かに保証の言葉を聞いた今日であるから）」と今様を歌う。後白河院は感極まって涙を抑えられなくなり、清盛は「この御神は後世の願いを申すことをお喜びになります」と説明した。
建春門院（平滋子）と厳島神社参詣の帰りに４月３日、書寫山（「行幸。 壽量院を御所に如意輪堂に七日参籠され開扉の勅定有り。開祖性空造立の秘佛生木六臂如意輪観世音菩薩」）を直に参拝した。以後統括者である一和尚をもって長吏と改め、如意輪堂に摩尼殿の号を授けた。 
帰京後の7月8日、久我雅通が右大将を辞任する。後任人事では平重盛と花山院兼雅が候補に上がるが、「禅門の心重盛にあり」と清盛の意向が大きく作用した結果、重盛が任じられた。安元元年（1175年）2月、雅通が死去して内大臣が空席となる。後白河院と平氏の間で調整が行われたためか後任はすぐに決まらず、11月10日になって藤原師長が任じられることが決定した。師長の後任の大納言には重盛が、重盛の後任の権大納言には藤原成親が昇格している。院近臣と平氏の対立抑止のためには、互いの勢力の均衡を保つことが重要だった。
安元2年（1176年）に後白河院は50歳を迎え、3月4日から6日にかけて法住寺殿で賀宴が催された。この時期の天皇・院は短命で50歳に達することは稀であり、白河法皇の康和の例に倣って盛大に執り行われた。宴には後白河院・滋子・高倉帝・徳子・上西門院・守覚法親王・関白・大臣・公卿・平氏一門が出席し、初日は舞と楽が披露され、翌日には船を浮かべて、管弦や蹴鞠が行われた。最終日の後宴では高倉が笛を吹き、人々を感嘆させた。賀宴が無事に終わると、後白河は四条隆季を使者として「此度の御賀に、一家の上達部、殿上人、行事につけても、殊にすぐれたる事おほし。朝家の御かざりと見ゆるぞ」と清盛に院宣を下す。清盛は金百両を入れた白銀の箱を返礼として送った。皮肉にもこの賀宴は、後白河院と平氏の協力関係を誇示する最後の行事となった。
賀宴後の3月9日、後白河院は滋子を連れて摂津国・有馬温泉に御幸する。4月27日には比叡山に登り、天台座主・明雲から天台の戒を受け、延暦寺との関係修復を図った。しかし、6月に滋子が突然の病に倒れ、看護の甲斐もなく7月8日に薨去した。相前後して高松院・六条上皇・九条院も死去。

### 安元の強訴と鹿ケ谷の陰謀
滋子の死去によって、後白河院と平氏の関係は悪化の兆しを見せ始める。10月23日、四条隆房が後白河院の第九皇子（後の道法法親王）を抱えて参内、11月2日には平時忠も第十皇子（後の承仁法親王）を連れて参内し、2人とも高倉帝の猶子となった。九条兼実は「儲弐（皇太子）たるべきの器か」と憶測しているが、これは後白河院による高倉帝退位工作の一環と考えられる。成人天皇の退位自体は白河・鳥羽院政期にもあったことで珍しくはなかったが、平氏にとって徳子に皇子が生まれる前の退位は絶対に認められるものではなかった。また、あくまでも高倉帝に男子がいなかったために万が一のための措置という考え方もある。確かに建春門院の崩御で高倉帝の同母弟が生まれる可能性がなくなった以上、皇位継承の安定を図るのは治天の役割の1つであって、実際に高倉帝の男子が生まれると2人の皇子の出家が速やかに行われていることから、後白河院の立場からすれば何ら不自然なものではない。一方で、平氏から見れば、母院である建春門院の崩御直後に行われたことや高倉帝がまだ16歳であることという時期的な問題、後白河院・平家以外の新たな要素（勢力）が高倉帝の退位を実現させた場合に高倉帝の政治的立場が極めて不安定になる（かつての崇徳院に近い状況に置かれる）可能性があることから、後白河院の対応は不信感を抱かせるものであった。2人の皇子が高倉帝の猶子となったのは後白河院と平氏の対立を回避するための妥協策と思われるが、これは問題の先延ばしに過ぎず、両者の対立は徐々に深まっていく。
12月5日に除目が行われ、院近臣の藤原成範・平頼盛が権中納言となる。空席となった参議には蔵人頭の西園寺実宗・藤原長方が昇任したため、後任の蔵人頭の人事が焦点となった。後白河院は、院近臣の藤原定能・藤原光能を押し込んだ。定能は道綱流、光能は御子左家の出身で長く公卿を出していない家系であり、位階上臈の藤原雅長・平知盛を超えたことについて、九条兼実は「希代」と評している。一方、安元3年（1177年）正月14日には平氏による巻き返しがあり、平重盛・宗盛がそれぞれ左大将・右大将となり、両大将を平氏が独占した。ただし宗盛は滋子の猶子で、後白河院との関係は良好だった。2月3日の宗盛の拝賀には殿上人・蔵人を前駆として遣わしている。3月14日には福原に御幸、千僧供養に参加して滋子の菩提を弔った。
平氏との関係は修復されたかに見えた。加賀国目代・藤原師経が白山の末寺を焼いたことが発端で、当初は目代と現地の寺社によるありふれた紛争にすぎなかったが、白山の本寺が延暦寺であり、師経とその兄である加賀守・藤原師高の父が院近臣の西光で、中央に波及して延暦寺と院勢力との全面衝突に発展した。3月28日、後白河院は師経を備後国に配流するが、延暦寺の大衆は師高の配流を求め、4月13日に神輿を奉じて内裏に向かった。後白河院は大衆の行動を「大衆已に謀叛を致す」、「訴訟にあらず。已に謀叛の儀に同じ」と断じて、平重盛に防衛を命じる。ところが重盛の軍兵が神輿に矢を当てるという失態を犯し、情勢は一挙に不利となった。14日、高倉帝と徳子は内裏から法住寺殿に脱出するが、その様子は「禁中の周章、上下男女の奔波、偏に内裏炎上の時の如し」であったという。
院御所議定では、内侍所（神鏡）も法住寺殿に移すべきか議論されたが「内侍所が洛外に出た例はない」と反対意見が出たため沙汰止みとなった。後白河院は内侍所の守護を平経盛に命じるが、経盛は「左右は入道の許しにあり」と取り合わず、宗盛も「経盛は一所（天皇）に候すべきの由、入道申す所なり」と弁護したため、やむなく源頼政を内裏に派遣した。後白河院は神輿を射た責任を認め、20日、藤原師高の尾張国への配流、神輿を射た平重盛家人の禁獄の宣旨が下された。
4月28日、安元の大火が起こり、大内裏・京中の多くを焼き尽くした。5月4日、後白河院は天台座主・明雲を逮捕し、5月5日には座主の地位から解任する。5月11日になると、嘉応の強訴と今回の事件は明雲が首謀者であり、「朝家の愁敵」「叡山の悪魔」と糾弾して法家に罪名を勘申させ、所領を全て没収する。後任の天台座主には覚快法親王を任じた。この措置に対して延暦寺が蜂起するという情報が流れ、「洛中驚目、偏に軍陣の如し」と緊迫した情勢となる。事態の急転の背景には、藤原師高の配流を嘆く西光の讒言があったとされる。
15日、延暦寺の僧綱が法住寺殿に参上して、座主配流の例はないことを理由に宥免を訴えるが、後白河院は拒絶する。法家が、謀叛の罪により罪一等を減じて流罪と勘申したのを受けて、20日、明雲罪名について公卿議定が開かれた。藤原長方は「衆徒訴訟により参陣を企て相禦るる間、自然合戦に及ぶ。偏に謀叛と謂ふべからず」として還俗・流罪の宥免を主張し、他の公卿も同調した。しかし後白河院は議定の決定を「時議に叶はず」と一蹴して、21日に明雲を伊豆国に配流した。
23日、大衆は配流途上の明雲の身柄を奪還する。後白河は伊豆国知行国主で配流の責任者だった源頼政を譴責し、延暦寺武力攻撃の決意を固める。ところが兵を率いる平重盛・宗盛が「清盛の指示がなければ動かない」と出動を拒否したため、業を煮やした後白河院は、福原から清盛を呼び出して攻撃を要請する。28日の会談で清盛は出兵を承諾するが、内心は悦ばなかったという。29日、武器を携帯して京中を往来する輩の捕縛、諸国司への延暦寺の末寺・荘園の注進、近江・越前・美濃の国内武士の動員が行われた。承安3年（1173年）の興福寺の時と同様に、延暦寺領荘園の停廃を意図していたと見られる。
しかし、6月1日に多田行綱が、西光や藤原成親らが行綱を誘い平氏打倒の謀議を企んでいたことを清盛に密告したことで状況は激変する。延暦寺攻撃は中止、西光は捕らえられて斬首、藤原成親は配流、他の院近臣は一網打尽にされた（鹿ケ谷の陰謀）。5日には明雲が召還され、9日には藤原師高が清盛の家人の襲撃を受けて惨殺される。この事件により後白河院は有力な近臣を失い、政治的地位の低下を余儀なくされる。7月29日、天下の物騒は保元の乱の怨霊によるものとされ、鎮魂のために讃岐院の院号を崇徳院に改め、藤原頼長には太政大臣正一位が贈られた。

### 鹿ケ谷の陰謀後の情勢
鹿ケ谷の陰謀により、高倉帝退位工作と延暦寺攻撃は吹き飛んだ。失意の後白河院にさらなる追い討ちとなったのが、滋子の一周忌における法華八講の挙行を巡る紛糾である。高倉帝は閑院を里内裏としていたが、清盛の意向で八条殿に行幸していた。後白河院は閑院に戻って法華八講を行うことを命じるが、兼実邸を訪れた日野兼光は「無断で閑院に戻ると清盛が内心どう思うか分からない。八条殿で挙行しても問題はない」と語り、決定は先延ばしにされた。後白河院は妻の冥福を祈る仏事の場所すら自由に決められなくなっていた。
後白河院の政治力低下に反比例するように、17歳となった高倉帝が政治的自立の傾向を見せ始める。「今度の除書一向に内の御沙汰たるべし。院知ろし食すべからざるの由これを申さると云々」と後白河院が全く政務に関与しないこともあった。もっとも弱体化したとはいえ院政も継続していたため、かつての二条天皇の時と同じく二頭政治となった。
治承2年（1178年）正月、後白河院は園城寺で権僧正・公顕から伝法灌頂を受けることを計画するが、灌頂の賞により園城寺に戒壇が設立されることを恐れる延暦寺は、末寺荘園の兵士を動員して蜂起、園城寺を焼き払う構えを見せる。後白河院は僧綱を派遣して延暦寺を譴責するとともに、平宗盛を福原に向かわせて清盛を呼び出す。しかし清盛は呼び出しに応じず、後白河院は園城寺御幸と灌頂を断念せざるを得なかった。この事件は大きな遺恨となり、5月になると後白河院は報復措置として最勝講への延暦寺僧の公請を停止する。延暦寺との衝突を望まない高倉帝から再三のとりなしがあったが、後白河院は灌頂を阻止した罪科によるとして耳を貸さなかった。
このように院政と親政の並立は困難で、二頭政治は早くも行き詰まる。歴代の治天の君は幼帝を擁立することで二重権力となることを回避していたが、平氏の支援を受けている高倉帝を退位させることは、後白河院にはもはや不可能だった。平氏の目的は高倉帝親政に速やかに移行して後白河院を政界から引退させる事だったと推測される。
5月24日、平時忠が高倉帝に徳子の懐妊を伝える。後継者の不在が高倉帝の弱みだっただけに皇子誕生の期待が高まり、朝廷は出産のための祈祷に明け暮れた。後白河院も徳子を養女としていたことから、平氏へのわだかまりをひとまず解いて安産祈願に参加し、11月12日、高倉帝の第1皇子が無事に誕生する。清盛からの立太子の要請を受けて、後白河院は九条兼実に年内の立太子の是非を諮問した。兼実は「2歳・3歳で立太子の例は良くなく、4歳まで待つのは遅い」と奏上し、年内の立太子が決定される。12月9日、皇子に親王宣旨が下り「言仁」と命名、15日に立太子するが、立太子の儀式は六波羅で挙行され、春宮坊は平氏一門で固められた。皇太子周辺から排除される形となった後白河院は、再び平氏への不満と警戒を強めることになる。それでも治承3年（1179年）3月の段階では、後白河院が厳島巫女内侍の舞を見るため清盛の西八条邸に御幸、翌日にも院御所・七条殿で同じ舞が行われるなど両者の交流は辛うじて保たれていた。

### 院政停止
6月21日、後白河院は小松殿に御幸し、重病の平重盛を見舞った。重盛は平氏一門では親院政派であり、清盛との対立を抑える最後の歯止めだった。それに先立つ17日、清盛の娘の白河殿盛子が死去している。盛子の死による摂関家領の帰属問題は、後白河院と清盛の全面衝突を惹起することになる。
前関白・近衛基実没後の摂関家領は後家の盛子が管理していたが、これはあくまで嫡男の基通が成人するまでの一時的なものだった。盛子の早すぎる死は、基通への継承という清盛の既定路線を大きく狂わせることになる。この時点で非参議右中将に過ぎない基通が、関白氏長者の松殿基房を差し置いて遺領を全て相続することには無理があった。そこで平氏の打った方策が、盛子が准母となっていた高倉天皇への伝領である。盛子が死去してわずか2日後の19日には、平時忠が中山忠親に「荘園一向に主上に附属し奉られ了はんぬ」と通告し、20日には九条兼実も「白川殿の所領已下の事、皆悉く内の御沙汰あるべし」という情報を入手している。この措置は、基通が成長して関白氏長者になるまでの時間稼ぎと見られる。
この措置に不満を募らせた松殿基房は、氏長者として遺領相続の権利があることを後白河院に訴える。『愚管抄』には「白川殿ウセテ一ノ所ノ家領文書ノ事ナド松殿申サルル旨アリ。院モヤウヤウ御沙汰ドモアリケリ」とあり、基房の訴えを聞いた後白河院が遺領問題に介入したとする。やがて「内の御沙汰」となったはずの盛子遺領は、院近臣・藤原兼盛が白河殿倉預に任じられて後白河院の管理下に入った。これは高倉天皇領に対して、皇統の長の権限を行使したものと考えられる。この時期、在位中の天皇の所領管理は後院が行っており、皇統の長である治天の君が後院を掌握していた。
後白河院・松殿基房と清盛の対立は、10月9日の除目で決定的なものとなる。仁安元年（1166年）以来の平重盛の知行国・越前が「入道ニモトカクノ仰セモナク」没収されて院分国となるが、それにも増して衝撃だったのが清盛の推挙する20歳の近衛基通を無視して、基房の子でわずか8歳の松殿師家が権中納言に任じられたことである。この人事は師家がいずれ氏長者となり、後白河院の管理下に入った摂関家領を継承することを意味した。この強引な措置は、摂関家出身の九条兼実でさえも「法皇の過怠」「博陸の罪科」であり国政を乱すものと批判している。さらに後白河院と基房が平家党類を滅ぼす密謀を練っているという情報も流れた。
これに対して清盛は、11月14日に政変を起こす（治承三年の政変）。松殿基房・師家父子はただちに罷免されるが、これは天皇の公式命令である宣命・詔書によって執行された。院政は天皇の後見であることを権力の源泉としていたため、天皇の側が独自の支持勢力を背景に攻撃を仕掛けてくると抵抗できないという構造的な弱点を抱えていた。清盛の強硬姿勢に驚いた後白河院は静賢を派遣して「自今以後、万機に御口入有るべからざる（今後二度と政務に介入しない）」ことを申し入れるが、20日、住み慣れた法住寺殿から洛南の鳥羽殿に連行されて幽閉の身となった。ここに後白河院政は完全に停止された。

### 寺社勢力の反発
後白河院は鳥羽殿で厳しい監視下に置かれ、藤原成範・脩範・静賢（いずれも信西の子）や女房2・3人以外の御所への出入りは禁じられた。幽閉の11月21日、清盛は院庁年預・中原宗家に院領目録を書き出させ、12月には後院庁が設置される。これらは後白河院から院領を没収して、高倉天皇領に組み込むために必要な措置だった。治承4年（1180年）2月21日に高倉帝は譲位、後院庁の院司（藤原隆季・吉田経房・藤原長方）はそのまま高倉院庁別当に異動して、高倉院政が発足する。幽閉生活の後白河院は正月下旬より病気で憔悴状態となり、平宗盛の許可を得て診察に赴いた典薬頭・和気定成に「もう一度、熊野詣に行きたい」と涙ながらに訴えたという。
3月になると高倉上皇は清盛の強い要請により、厳島神社への参詣を計画する。しかし上皇の最初の参詣は、石清水八幡宮・賀茂社・春日社・日吉社のいずれかで行うことが慣例だったため、宗教的地位の低下を恐れる延暦寺・園城寺・興福寺は猛然と反発した。三寺の大衆が連合して高倉院・後白河院の身柄を奪取する企てが密かに進行していたが、後白河院が平宗盛に大衆の動きを伝えたことで露顕する。宗盛は平通盛・平経正を鳥羽殿に、平知盛を高倉の御所に派遣して警護を厳しくすると、福原の清盛に今後の指示を仰いだ。清盛は後白河院の協力的姿勢に幾分態度を軟化させたらしく、女房2人（京極局・丹後局）の伺候を認めた。洛南の鳥羽殿は洛中から遠く警備に不安があったため、後白河院を五条大宮の藤原為行邸に遷すことになったが、宗盛が「日次（ひなみ）よろしからず」と判断して延引となった。

### 動乱の始まり
5月10日、清盛が上洛して武士が洛中に充満する。14日、後白河院が武士300騎の警護により八条坊門烏丸邸に遷った。これらの動きは以仁王の謀叛が発覚したことによるものだった。以仁王の挙兵は短期間で鎮圧されるが、その背後には暲子内親王（八条院）の存在があり、後白河院と密接な関係にある園城寺、関白配流に反発する興福寺が与同したことは、成立したばかりの高倉院政にとって大きな脅威となった。6月2日、清盛は敵対勢力に囲まれて地勢的に不利な京都を放棄し、平氏の本拠地の福原への行幸を強行する。後白河院は強制的に同行させられ、福原の平教盛邸に入った。
福原での新都建設は準備不足のため難航し、貴族だけでなく平氏一門・高倉上皇・延暦寺からも反対の声が上がった。そして10月の富士川の戦いの大敗で軍事情勢が極度に悪化したことから、清盛も還都に同意せざるを得なくなる。11月23日に福原を出発した一行は、26日に京都に到着、後白河院は六波羅泉殿に入った。30日、東国逆乱についての公卿議定が開かれるが、その席上で藤原長方が後白河院政再開と松殿基房の召還を主張する。この発言は「長方卿善言を吐く」、「時勢に諛はず、直言を吐く」と貴族から広範な支持を集めたらしい。その効果によるものか、16日夜に基房が配流先の備前国から帰京し、18日には清盛が「法皇天下の政を知し食すべき由」を後白河院に再三申し入れる。後白河院は当初辞退していたが最後には承諾して、讃岐・美濃を院分国とすることも決まった。
この時期、高倉上皇の病状が「今においては起き揚り給ふ能はず」というほど悪化していたことが、清盛が譲歩した要因の一つとして考えられる。高倉院が崩御すれば幼児の安徳天皇が政務を執れない以上、後白河院の院政再開しか道は残されていなかった。清盛は後白河院の院政を無条件で認めるつもりはなく、園城寺・興福寺を焼き払う（近江攻防・南都焼討）とともに、治承5年（1181年）には東大寺・興福寺の僧綱以下の任を解いて寺領荘園を没収、院近臣の平知康・大江公朝、甲斐源氏の武田有義などの危険分子を解官するなど、可能な限り後白河院の勢力基盤削減を図った。

### 高倉上皇と清盛の死
正月12日には高倉上皇が危篤状態となるが、ここで高倉院崩御後に中宮・徳子を法皇の後宮に納めるという破天荒な案が飛び出し、清盛・時子夫妻が承諾したという情報が流れ、見舞いに駆けつけた九条兼実は「およそ言語の及ぶ所にあらざるものなり」と呆然とした。後白河院は、この平氏の策謀に辟易としたらしく「平に以て辞退」する。徳子の身代わりとして、清盛の別の娘の御子姫君が法皇の猶子として後宮に入るが、「ただ付女の如くなり」と全く省みられることはなかった。
14日に高倉上皇が崩御したため、「天下万機、法皇元の如く聞し食す」ことになり後白河院の院政が再開される。高倉院の崩御で平氏の動きは慌しくなり、16日、高倉院の遺詔により畿内惣官職が設置される。これにより平氏は、後白河院政下で軍事的権限を行使することができるようになった。さらに2月4日には、高松院領がやはり高倉院の遺言により中宮・徳子に伝領される。これは高倉院庁別当・中宮大夫の平時忠が強引に処理したもので、後白河院は内心喜ばなかったという。院政再開により治承三年の政変で後白河院から没収した院領は返還しなければならず、皇位に付随する後院領が後白河院の管理下に入ることは目に見えていた。徳子への伝領は、王家領が後白河院に流出することを食い止めるための防衛策であったと考えられる。
2月7日、丹波国に諸荘園総下司職が設置され、翌閏2月に関東への追討使として平宗盛が自ら出馬して「一族の武士、大略下向」することが決まり、反撃の準備が整えられていった。しかし、清盛の病が「十の九はその憑み無し」という状況となり、派兵は延期となる。閏2月4日、清盛は後白河院に「愚僧早世の後、万事は宗盛に仰せつけ了はんぬ。毎事仰せ合せ、計らひ行はるべきなり」と申し入れる。しかし後白河が明確な返答を避けたため、清盛は怨みを含む色を見せ「天下の事、偏に前幕下の最なり。異論あるべからず」と言い残して死去した。
この夜、後白河院の宮に武士が群集しているという風聞があり、人々は後白河院が平宗盛に変異の心を抱いたのではないかと憶測した。『平家物語』「築島」には、六波羅の南（法住寺殿）から2、30人の「うれしや水、なるは滝の水」 と舞い踊り、どっと笑う声が聞こえたという話が記されている。『百錬抄』閏2月4日条にも「八日葬礼。車を寄するの間、東方に今様乱舞の声〈三十人許りの声〉有り。人をもってこれを見せしむ。最勝光院の中に聞ゆ」とある。後白河院は2月2日に最勝光院に遷っているので、今様乱舞の中にいたことはまず間違いない。後白河院にとって清盛の死は、絶えず存在した重圧からの解放だった。

### 院政の再開
清盛の死後、平宗盛は「故入道の所行等、愚意に叶わざるの事等ありと雖も、諫争する能はず。只彼の命を守りて罷り過ぐる所なり。今に於いては、万事偏に院宣の趣を以て存じ行うべく候」と表明して、後白河院に恭順する姿勢を示した。宗盛の発言を受けて、後白河院は公卿議定を開いて追討の中断を決定する。静賢が宗盛に議定の決定を伝えると、宗盛は追討使として平重衡を下向させることを理由に、追討のための院庁下文を発給することを要求した。静賢が「それでは話が違う」と抗議すると、宗盛は「頼盛・教盛等の卿を招き相議し、重ねて申さしむべし」と返答した。
親平氏派の四条隆季・中山忠親は、平宗盛の意向に沿った院庁下文の草案を作成する。後白河院は草案を見て「全く拠る所がなく、然るべからざる内容だ」と反発したが、結局は宗盛の圧力に屈して追討の院庁下文を発給することになった。このように軍事問題に関しては平氏が主導権を握り、後白河院の意向が反映されることはなかった。後白河院は東国追討について融和策を考えていたらしく、源頼朝からの密奏を受けて宗盛に和平を打診する。和平案の内容は「古昔の如く、源氏平氏相並び、召し使ふべきなり」と平氏の立場にも配慮したものだったが、宗盛の拒絶により調停は失敗に終わる。
この時期の後白河院は平氏の圧力に対抗するため、八条院と緊密な連携を取っていた。さらに、4月10日に安徳天皇を八条頼盛邸から閑院に遷し、11月25日に徳子が院号宣下を受けると殿上人を自ら清撰している。天皇と母后を平氏から引き離す狙いがあったと見られる。養和2年（1182年）3月には、藤原定能・藤原光能・高階泰経が還任して「去る治承三年解官の人々。去る冬今春の除目、過半還補」となる。壊滅状態だった院政派が息を吹き返したことで、平氏は後白河院の動きに警戒心を強めていく。4月15日、後白河院が比叡山に御幸した時には、大衆が不穏な動きをしているという噂が流れ、平重衡が兵を率いて出動する騒ぎとなった。
ただし、九条兼実に代表される貴族層は日和見的態度を取ったため、後白河院も一挙に主導権を握ることはできなかった。後白河院は平氏に協力的な姿勢を示し、諸国荘園に院宣を下して兵粮米を徴収する。しかし養和の飢饉の影響で徴収は思うように進まず、吉田経房は「万民の愁い、一天の費え、ただこの事にあるか」と慨嘆している。
8月14日、後白河院は第一皇女の亮子内親王を新たに安徳天皇の准母として送り込み皇后とする。安徳天皇の准母には、それまでは清盛の後押しで近衛通子（基実の娘）が選ばれていた。准母は禁中に伺候し、行幸の際は幼帝と同輿するなど重要な機能を有していたため、政治の主導権を奪還するために必要な措置だったと推測される。9月には大嘗会の準備のため、院宣により追討が停止された。

### 叡山潜幸
寿永2年（1183年）2月21日、安徳天皇は初めて後白河院への朝覲行幸を行う。後白河院は逆修（生前に死後の冥福を祈る仏事）と日程が重なることから延期を希望していたが、平宗盛の強い要望で予定通りに執り行われた。宗盛は3月に追討使を発向させる準備を進めていたため、日程を変更する余裕はなかった。追討使の発向は遅れ、4月9日にようやく北陸征討が伊勢神宮以下16社に祈願され、4月17日、平維盛を総大将とする10万騎といわれる大軍が北陸道に下向する。しかし、平氏が総力を結集して送り込んだ追討軍は5月11日の倶利伽羅峠の戦いと、6月1日の篠原の戦いで壊滅し、これまで維持されてきた軍事均衡は完全に崩壊した。7月22日には延暦寺の僧綱が下山して、木曾義仲軍が東塔惣持院に城郭を構えたことを明らかにした。
24日、安徳帝は法住寺殿に行幸するが、すでに「遷都有るべきの気出来」という噂が流れており、平氏が後白河院・安徳帝を擁して西国に退去する方針は決定していたと思われる。夜になると後白河院は平宗盛に御書を送り、「若し火急に及ばば何様に存じ御しまさしむべきか。期に臨んで定めて周章せしめんか。其の仔細を申さるべし」と探りを入れた。宗盛の「左右無く参入、御所に候ふべし」という返事を聞いて都落ちの意図を察知すると、25日未明、源資時・平知康だけを連れて輿に乗り法住寺殿を脱出、鞍馬路・横川を経て比叡山に登り、東塔円融坊に着御した。後白河院の脱出を知った宗盛は六波羅に火を放ち、安徳帝・建礼門院・近衛基通・平氏一族を引き連れて周章駆け出した。
26日には公卿・殿上人が続々と後白河院の下に集まり、円融坊はさながら院御所の様相を呈した。27日、後白河院は錦部冠者（山本義経の子）と悪僧・珍慶を前駆として下山し、蓮華王院に入る。28日、公卿議定が開かれ、平氏追討・安徳天皇の帰京・神器の返還が議論された。中山忠親・藤原長方は追討よりも神器の返還を優先すべきと主張するが、木曾義仲・源行家軍が都を占拠しており、天皇・神器の回復の目処も立たないことから、「前内大臣が幼主を具し奉り、神鏡剣璽を持ち去った」として平氏追討宣旨を下す。ここに平氏は賊軍に転落し、義仲・行家軍が官軍として京都を守護することになった。

### 新帝擁立と十月宣旨
7月28日、後白河院は木曾義仲・源行家に平氏追討宣旨を下すと同時に、院庁庁官・中原康定を関東に派遣した。後白河院にとって平氏が安徳帝を連れて逃げていったのは不幸中の幸いであり、8月6日に平氏一門・党類200余人を解官すると、16日には天皇不在の中で院殿上除目を強行して、平氏の占めていた官職・受領のポストに次々と院近臣を送り込んだ。院殿上除目に反対していた九条兼実は「異議なし」と屈服し、「任人の体、殆ど物狂と謂ふべし。悲しむべし悲しむべし」と憤慨している。
後白河院は平時忠ら堂上平氏の官職は解かずに天皇・神器の返還を求めたが、交渉は不調に終わる。やむを得ず、都に残っている高倉院の皇子2人の中から新天皇を擁立することに決めるが、ここで木曾義仲が突如として以仁王の子の北陸宮の即位を主張する。九条兼実が「王者の沙汰に至りては、人臣の最にあらず」と言うように、この介入は治天の君の権限の侵犯だった。義仲の異議を抑えるために御卜が行われ、20日、四宮（尊成親王、後の後鳥羽天皇）が践祚する。後白河院は義仲の傲慢な態度に憤っていたと思われるが、平氏追討のためには義仲の武力に頼らざるを得ず、義仲に平家没官領140余箇所を与えた。
木曾義仲に期待された役割は、平氏追討よりもむしろ京中の治安回復だったが、9月になると略奪が横行する。たまりかねた後白河院は19日に義仲を呼び出し、「天下静ならず。又平氏放逸、毎事不便なり」と責めた。義仲がすぐに平氏追討に向かうことを奏上したため、後白河院は自ら剣を与え出陣させている。
木曾義仲の出陣と入れ替わるように、関東に派遣されていた使者・中原康定が帰京する。康定が伝えた頼朝の申状は、「平家横領の神社仏寺領の本社への返還」「平家横領の院宮諸家領の本主への返還」「降伏者は斬罪にしない」というもので、「一々の申状、義仲等に斉しからず」と朝廷を大いに喜ばせるものであった。10月9日、後白河院は頼朝を本位に復して赦免、14日には寿永二年十月宣旨を下して、東海・東山両道諸国の事実上の支配権を与える。ただし、後白河院は北陸道を宣旨の対象地域から除き、上野・信濃も義仲の勢力圏と認めて、頼朝に義仲との和平を命じた。高階泰経が「頼朝は恐るべしと雖も遠境にあり。義仲は当時京にあり」と語るように、京都が義仲の軍事制圧下にある状況で義仲の功績を全て否定することは不可能だったが、頼朝はあくまで義仲の排除を要求した。

### 法住寺合戦
後白河院と頼朝の交渉が容易に妥結しない中、閏10月15日に木曾義仲が帰京する。人々の動揺は大きく「院中の男女、上下周章極み無し。恰も戦場に交るが如し」であったという。20日、義仲は頼朝の上洛を促したこと、頼朝に宣旨を下したことを「生涯の遺恨」と抗議し、頼朝追討の宣旨ないし御教書の発給、志田義広の平氏追討使への起用を要求するが、後白河院は拒絶した。
11月4日、源義経の軍が不破の関にまで達した。この情報に力を得た後白河院は、7日、木曾義仲を除く源行家以下の源氏諸将に院御所を警護させる。10日から16日までは顕密諸宗の僧らが院主催の法会に動員され、怨敵調伏の修法を執り行っている。その模様を記録した「蓮華王院百段大威徳供記」の末尾には「同三年正月廿日、義仲滅亡、二月七日平氏悉被㆑打、以㆑有㆓法験㆒、已上」と記されており、調伏の対象に義仲が含まれていたことが裏付けられる。16日には、延暦寺や園城寺の協力をとりつけて僧兵や石投の浮浪民などをかき集め、堀や柵をめぐらせ法住寺殿の武装化を進めた。行家は平氏追討のため不在だったが、後白河院は圧倒的優位に立ったと判断し、義仲に対して最後通牒を行う。その内容は「ただちに平氏追討のため西下せよ。院宣に背いて頼朝軍と戦うのであれば、宣旨によらず義仲一身の資格で行え。もし京都に逗留するのなら、謀反と認める」というものだった。義仲から「君に背くつもりは全くない」という弁明があったが、17日夜に八条院、18日に上西門院と亮子内親王が御所を去り、入れ替わるように後鳥羽天皇・守覚法親王・円恵法親王・明雲が御所に入っていることから、義仲への武力攻撃の決意を固めたと思われる。
19日、法住寺殿は木曾義仲軍の襲撃を受ける。院側は源光長・光経父子が奮戦したものの完膚なきまでに大敗し、後白河院は法住寺殿からの脱出を図るが捕らえられ、摂政・近衛基通の五条東洞院邸に幽閉された。この戦いで明雲・円恵法親王・藤原信行・清原親業らが戦死し、院政の象徴だった法住寺殿も炎上した（法住寺合戦）。義仲との対決は惨憺たる結果に終わったが、後白河院に「歎息の気」はなかったという。五条殿の警備は「近日日来に陪し、女車に至るまで検知を加ふ」という厳重なものだったが、12月10日、怪異のためという理由で、六条西洞院の平業忠邸に遷された。同日、後白河は義仲の恫喝により、頼朝追討の院庁下文を発給している。

### 平氏追討
寿永3年（1184年）正月20日、源範頼・義経軍の攻撃で木曾義仲は敗死した。解放された後白河院はすぐに摂政・松殿師家を解任し、翌21日、公卿議定を開く。最大の議題は、勢力を盛り返し福原まで進出していた平氏への対応だった。この席上で大炊御門経宗と徳大寺実定は、後白河院の叡慮により追討を主張する。出席者の多くは神鏡剣璽の安全のため使者を派遣すべきという意見だったが、院近臣の藤原朝方・水無瀬親信・平親宗も「偏に征伐せらるべし」と主張した。それは「法皇の御素懐」であったという。結果、26日に平宗盛追討の宣旨、29日に義仲残党追捕の宣旨が下されることになる。後白河院にすれば、平氏が政権に復帰すると再び院政停止・幽閉となる恐れがあり、和平はありえなかった。
2月7日、源範頼・義経軍は一ノ谷の戦いで平氏軍を壊滅させる。後白河院は捕虜となった平重衡を介して、平宗盛に神器の返還を求めた。これに対する宗盛の返書には「6日に修理権大夫（修理大夫とすれば、藤原親信）から和平交渉を行うという書状が届いた。合戦してはならないという院宣を守り使者の下向を待っていたが、7日に源氏の不意打ちがあった」という内容が記されている。事実とすれば、後白河院の謀略が戦局に大きな影響を与えたことになる。
2月25日、頼朝は平氏追討と東国安定のため、後白河院に「東海・東山・北陸道諸国への国司補任」「畿内近国からの軍事動員」を申し入れる。しかし前年からの平氏・木曾義仲による度重なる軍事動員・兵粮米徴収で、もはや京都の疲弊は限界に達していた。関東の威を募る武士の狼藉も頻発したことから、武士の狼藉停止・兵粮米停止の宣旨が下り、29日には義経の西国下向が延引となった。

### 平氏残党の蜂起
平氏追討は一時中断となり、遠征軍の大半は鎌倉に帰還する。義経は頼朝の代官として京都に残り、播磨・美作に梶原景時、備前・備中・備後に土肥実平、伊賀国に大内惟義、伊勢国に大井実春・山内首藤経俊、紀伊国に豊島有経らが配置されて、平氏・木曾義仲残党の追捕、兵粮米の確保に従事した。
この時期、後白河院は「もし頼朝が上洛しないのなら、東国に臨幸する」とまで言い出すなど、頼朝への期待は大きいものがあった。頼朝が上西門院蔵人であったことも、両者の関係に影響を及ぼしたと考えられる。3月27日の除目で、後白河院は頼朝を従五位下から一挙に正四位下に叙し、6月5日には親鎌倉派の平頼盛を権大納言に還任させ、平氏の知行国だった三河・駿河・武蔵を頼朝の知行国（関東御分国）とした。
状況が混沌する最中、6月のある日、後白河院は手輿に乗って京都市中を散策していたが、とある貧しい蒔絵師の家に立ち寄って戯れ半分に引出物を献上するように命じた。そこで蒔絵師が美麗な蒔絵手筥を製作して院御所に参上したところ、院は北面武士である藤原能盛に命じて追い返してしまった。九条兼実はそれを聞いて「昔、陽成花山の狂といえども、未だ此の如きの事を聞かず。法皇又軽々狂乱、あげて計ふべからず」と述べている。陽成院・花山院は古くから精神的に問題があると言われていた人物であるが、同時に優れた文化人でもあった。兼実は両方の側面において後白河院を両院と比較対象にしているのである。
7月、準備期間を経ていよいよ平氏追討が再開されようとした矢先に、伊賀・伊勢において平氏残党による大規模な蜂起が起こった（三日平氏の乱）。義経は平信兼の子を邸に呼び出して誅殺すると、反乱鎮圧のため伊勢に下向した。その直前の8月6日、後白河院は義経を、京都の治安維持を任務とする検非違使・左衛門少尉に任じている。頼朝はこの人事にすこぶる機嫌を損ねたという（）。京都を離れられなくなった義経に代わり、鎌倉に戻っていた範頼が再び西国へ下向した。
後白河院と頼朝は平氏追討という点では一致していたが、個々の人事になると双方の思惑に差があった。頼朝は平頼盛を介して、九条兼実を摂政にするよう働きかけていたが、後白河院は兼実が朝廷にほとんど出仕せず、諮問にも明確な返答を避けるなど非協力的態度が目立つことから、認めようとはしなかった。後白河院は近衛基通を擁護し、頼朝上洛の折には基通を頼朝の女婿とする計画を立てていたらしい。9月18日の除目では「中納言十人の例は不吉」という声を無視して、藤原朝方・藤原定能・吉田経房を権中納言に任じている。さらに義経に対しては、治安を回復させた功績により検非違使のまま五位に叙し、院昇殿・内昇殿を許すなど厚遇を示した。

### 平氏滅亡

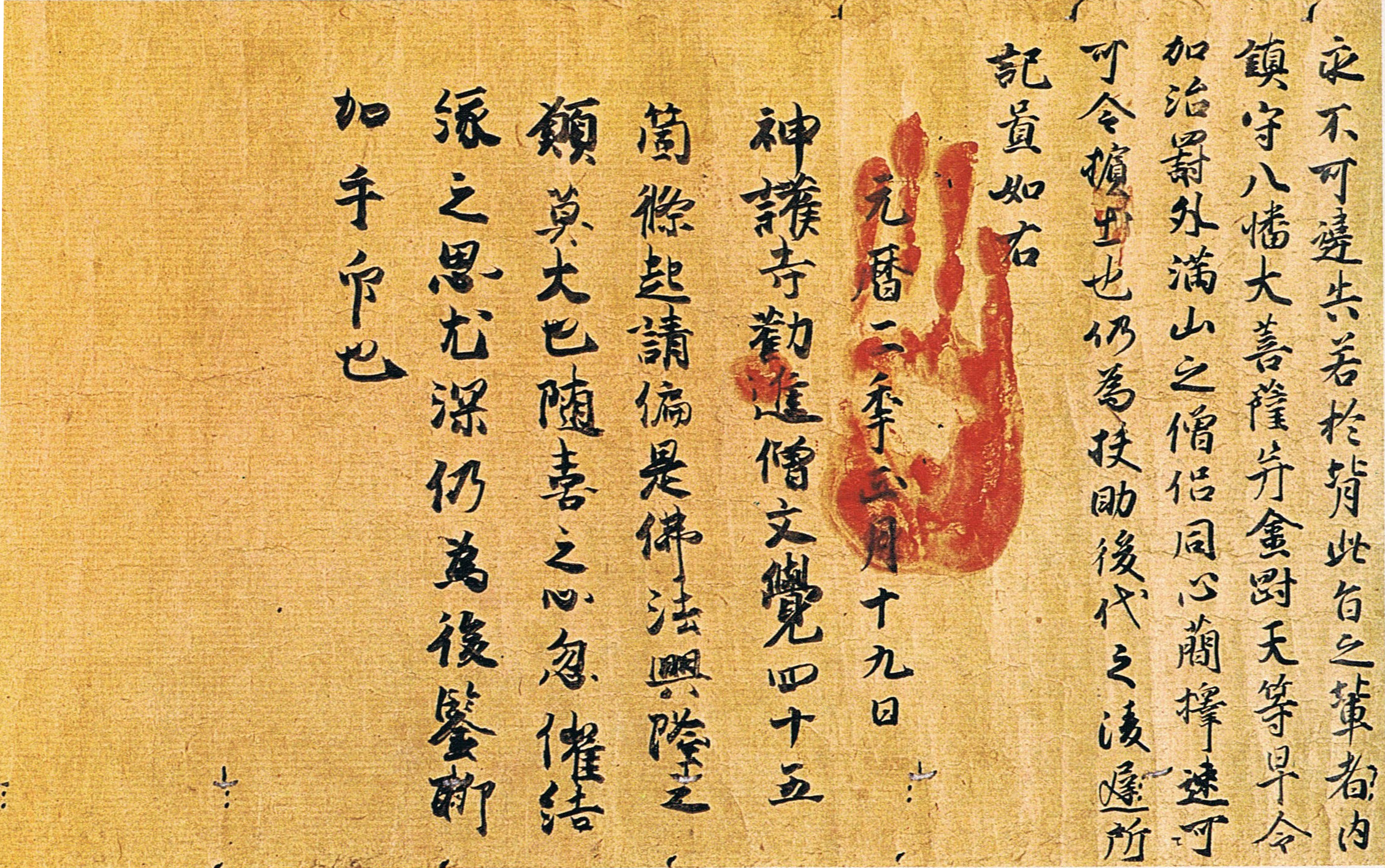
『後白河法皇筆文覚四十五箇条起請文跋』後白河法皇自筆と手印（1185年）

西国に下向した源範頼軍だったが、兵粮の欠乏・水軍力の不足・平氏軍の抵抗により追討は長期化の様相を呈した。年が明けた元暦2年（1185年）正月8日、危機感を抱いた義経は後白河院に四国に出撃することを奏上する。当初、後白河院は京都の警備が手薄になることを危惧して義経の出京に反対するが、義経は「範頼もし引帰さば、管国の武士等なお平家に属し、いよいよ大事に及ぶか」と反論し、吉田経房も「義経を発向させて雌雄を決するべきだ」と主張した。後白河院も最終的には義経の奏上を認めたらしく、正月10日に義経は出陣する。ところが2月16日に、後白河院は高階泰経を摂津国渡辺に派遣して「京中武士無きに依り御用心のため」という理由により、義経の発向を制止するという行動に出ている。後白河院の対応は一貫していないが、木曾義仲に再三にわたり西国下向を命じていたのとは対照的に、義経を京都の治安責任者として信頼していたことがうかがえる。義経は泰経の制止を振り切って四国に渡ると、平氏の本拠地・屋島を攻略、3月24日には壇ノ浦の戦いで平氏を滅ぼした。ここに5年近くに及んだ治承・寿永の乱は終結した。
4月4日、義経より京都に平氏討滅の報告が届いた。後白河院は高階泰経を介して使者を関東に送り、「追討の無為はひとへに兵法の功によつてなり」と頼朝の功績を称賛した。これに対して頼朝は「殊に謹悦」したという。21日、左大臣・経宗以下公卿十余人が集まり議定が開かれた。議題となったのは神器の入洛・捕虜の処遇・頼朝の恩賞であり、天皇・宝剣が失われたことが特に問題となった様子はない。25日、神器が京都におよそ2年ぶりに戻り、26日、平宗盛・時忠らの捕虜が見物人が群れを成す中、車で大路を渡された。27日、後白河院は頼朝を正四位下から従二位に叙す。正三位は清盛の例、従三位は「指したる功の無い」源頼政の例と重なるため、忌避されたという。同日、後白河院は追討の指揮官である義経を院御厩司に任じている。
5月7日、平宗盛・清宗が鎌倉に送られた。九条兼実は「配流の儀にあらず」としており、死罪は決定していたと思われる。20日、捕虜となった貴族・僧侶の罪名が宣下され、平時忠・平時実・平信基・藤原尹明・良弘・全真・忠快・能円・行命の9名が流罪となった。武士に対する処罰は厳しく、6月21日に平宗盛・清宗、23日に平重衡が斬首された。23日、宗盛父子の首は検非違使庁に渡されて梟首され、後白河院は三条東洞院で宗盛父子の首を見物している。

### 東大寺大仏開眼供養
元暦2年（1185年）7月9日、京都を大地震が襲い、多くの建物が倒壊した。その後も余震が続いたことから、8月14日に改元が行われる（文治地震）。改元定では「建久」の号にほぼ決定していたが、摂政・基通が「近日武を以て天下を平げらる、文を以て治むるは宜しきに似るか」と主張して、「文治」の号が採用された。
8月27日、後白河院は大仏の開眼供養のため、八条院や公卿・殿上人を引き連れて東大寺に御幸する。28日の供養は多数の群集が集まり、盛大に執り行われた。鍍金されていたのは顔だけで未完成だったが、後白河院は正倉院から天平開眼の筆を取り出すと、柱をよじ登って自らの手で開眼を行った。
法皇が自ら開眼を行った経緯については次のように伝わっている。8月21日に左大臣・大炊御門経宗と上卿・中御門宗家が式次第を定めた際には、仏師が開眼を行うことになっていた。ところが、開眼供養直前になって急遽法皇が筆に執ることとなった。『東大寺続要録』によれば、前夜に正倉院の勅封倉を開けさせて筆を取り出したと伝えられている。一方『山槐記』によれば、筆者の中山忠親が吉田経房から聞いた話として、式の当日朝に重源の勧めで決意したという。法皇に同行していた経宗は驚いて地震が起これば命の危険があると反対意見も出たが、後白河院は「開眼の際に余震が起きて足場の階段が壊れて命を失ったとしても後悔はしない」と述べて聞き入れなかった。後白河院の大仏再建にかける意気込みが感じられる。困り果てた廷臣たちは足場を組んで横板を渡した上、院近臣が先に上がって安全を確認した上で法皇を登壇させた。そのため、下から開眼の様子を覗こうとした参列者は横板に遮られて開眼の瞬間が見られなかったという。なお、当日は京都にいた九条兼実は翌日になって事の次第を聞き、「（式次第には仏師が開眼するとあるから）さながら法皇は仏師になったことになる。これはいかなる前例によるのか？」と呆れ返っている。

### 頼朝の政治介入
「文治」の号や大仏開眼には平和到来への願いが込められていたが、10月になると源義経・行家の頼朝に対する謀叛が露顕する。後白河院は義経を制止しようとするが、義経は頼朝追討宣旨の発給を迫り、大炊御門経宗も「当時在京の武士、只義経一人なり。彼の申状に乖かれ若し大事出来の時、誰人敵対すべけんや。然らば申請に任せて沙汰あるべきなり」と進言したことから、やむを得ず頼朝追討の宣旨を下した。
しかし宣旨は下されたものの兵は思うように集まらず、11月3日、義経は京都を退去した。その後、関東から武士が上洛して「二品忿怒の趣」を伝え、藤原範季が「法皇の御辺の事、極めて以て不吉」と語るなど、院周辺は頼朝の報復に怯えて戦々恐々となった。院近臣高階泰経は院宣を出したのは「天魔の所為」であり、義経が院宣を出さなければ宮中で自殺すると脅迫したためであるという弁解の書状を鎌倉に送った。頼朝はこれに対する返書で朝敵を討ち滅ぼし政務を院に返したという功績があったのに、どうして追討院宣を出すのかと反発し、義経・行家の追討で諸国が疲弊して人民が滅亡するならば「日本国第一の大天狗は、更に他の者にあらず候ふか」と難詰し、厳しく糾弾した。頼朝にすれば義経の恫喝による追討宣旨はまだしも、義経・行家をそれぞれ九国・四国の地頭に補任したことは看過できなかった。
11月24日、北条時政が千騎の兵を率いて入京する。28日には「守護地頭」の設置が奏請され、12月6日には「天下の草創」として兼実への内覧宣下、議奏公卿10名による朝政運営、「行家義経に同意して天下を乱さんとする凶臣」である平親宗・高階泰経・平業忠・難波頼経・葉室光雅・一条能成・藤原信盛ら14名の配流・解官を内容とする廟堂改革要求が突きつけられる。

### 朝幕交渉
頼朝の圧力が恐れていたほど苛烈なものではないと見た後白河院は、文治2年（1186年）になると巻き返しに転じた。2月には熊野詣の費用を捻出するよう北条時政に院宣を下し、3月には平家没官領である丹波国五箇荘を院領にするよう命じた。また頼朝追討宣旨を奉行して解官となった葉室光雅が朝廷に復帰し、高階泰経も後白河院の宥免要請により配流を取り消された。この時期、北条時政は「七ヶ国地頭」の辞任を表明し、諸国兵粮米の徴収も停止となっている。
摂政・氏長者の人事については、九条兼実の摂政就任を求める頼朝に対して後白河院は近衛基通擁護の姿勢を貫いたため、摂政・内覧が並立する異常事態となっていた。3月12日にようやく兼実に摂政の詔と氏長者の宣旨が下されたが、ここで摂関家領の継承が問題となる。頼朝は摂政・氏長者の地位と共に基通の家領を兼実に与えることを主張したが、基通は引渡しを拒み、後白河院も基通の訴えを認めたため、双方の言い分は真っ向から対立することになった。4月になると、頼朝は摂関家領のうち「京極殿領」を兼実に、「高陽院領」を基通に配分するという妥協案 を示すが後白河院は拒絶し、基通が源義経・行家に命じて兼実に夜襲をかけるという噂も飛び交った。緊迫した空気が漂う中、7月に大江広元が上洛する。院側の丹後局と折衝が重ねられたが妥協点は見出せず、結局は頼朝が後白河院の要求を全面的に呑み、基通が家領の大部分を継承することで決着が着いた。ここに摂関家領の分割が確定し、近衛家・九条家が名実共に成立する。後白河院の粘り強い対幕府交渉により、前年の頼朝の改革要求の大部分は事実上無効化されることになった。
頼朝が前年の強硬な姿勢から一転して後白河院の要求を認めた背景には、各地の武士が謀叛人の所領と決め付けて神社・仏寺の所領を押領したり、本家・領家への年貢を納入しないなどの非法行為が多発していたことが要因として考えられる。荘園領主による訴えが殺到した結果、頼朝は下文を一挙に252枚も出すなど紛争処理に忙殺されることになった。頼朝自身も関東御領・関東御分国を持つ荘園領主・知行国主であり、荘園公領制の崩壊は望むところではなく、武士の引き締めに乗り出さざるを得なかった。10月には謀叛人跡以外の地頭職設置が停止された。

### 戦後復興と奥州合戦
地頭職の設置範囲・摂関家領の分割が合意に達したことで、朝幕関係は文治3年（1187年）になると改善に向けて動き出した。皇居である閑院内裏は元暦2年（1185年）の大地震で破損が著しく、大江広元が上洛して幕府の全面的支援により修理作業が行われた。修理は10月25日に完了し、11月13日に後鳥羽天皇の遷幸が実現する。同じ頃、京都では群盗の出没が大きな問題となっていた。検非違使庁の機能低下もあり、後白河院は治安回復のため京都守護・一条能保に「勇士等を差し、殊に警衛する」ことを命じた。能保の報告を受けた頼朝は、ただちに千葉常胤・下河辺行平を上洛させて、群盗鎮圧の任務に当たらせている。
文治4年（1188年）4月13日、院御所・六条殿が焼失する。六条殿は院政の拠点であり、院分国・公卿知行国・幕府が分担して再建工事が進められた。元の六条殿は平業忠の邸宅で四分の一町と手狭だったが、新造御所は一町に拡張された壮大なものとなり、院政の威信を示した。頼朝の所課の屋々は特に丁寧であり、後白河院を大いに喜ばせた。各地の農業生産も「万民の悦びなり、今年惣べて第一の豊作なり」と回復の兆しを見せ始め、荒廃した京都も戦乱・地震の打撃から徐々に復興していった。4月22日、藤原俊成に編纂を命じた『千載和歌集』が完成し後白河院の奏覧に供された。
朝幕間に残された懸案は義経の動向だったが、文治4年（1188年）2月、義経が奥州にいることが確実であるという情報が頼朝から朝廷に伝えられた。頼朝は「亡母のため五重の塔を造営すること」「重厄のため殺生を禁断すること」を理由に年内の軍事行動はしないことを表明し、藤原秀衡の子に義経追討宣旨を下すことを要請した。頼朝の申請を受けて、2月と10月に藤原基成・泰衡に義経追討宣旨が下されている。
文治5年（1189年）閏4月30日、頼朝の圧迫を受けた泰衡は義経を襲撃して自害に追い込む。後白河院はこれで問題は解決したと判断して「彼滅亡の間、国中定めて静謐せしむるか。今においては弓箭をふくろにすべし」と頼朝に伝える。しかし、頼朝の目的は背後を脅かし続けていた奥州藤原氏の殲滅にあり、6月25日に泰衡追討の宣旨を求めた。7月19日、頼朝は宣旨が届かないまま自ら軍を率いて奥州に発向し、9月には奥州藤原氏を滅ぼした（奥州合戦）。これは朝廷の命によらない私戦だったが、後白河は7月19日付けの泰衡追討宣旨を下して頼朝の軍事行動を追認し、10月には「時日を廻らさず追罰するの條、古今に比類なき事か。返す返す感じ思しめす」と院宣を下した。12月、上洛を求める後白河に対して、頼朝は「明年に臨みて参洛すべし」と奏上した。

### 頼朝との対面
建久元年（1190年）11月7日、頼朝は千余騎の軍勢を率いて上洛し、かつての平氏の本拠地の六波羅に新造された邸宅に入った。東国の兵を見るために多くの人々が集まり、後白河院も車を出して密かに見物した。
9日、後白河院と頼朝は院御所・六条殿で初めての対面を果たす。両者は他者を交えず、日暮れまで会談した。詳しい内容は明らかでないが『愚管抄』によると、頼朝が後白河院に「君ノ御事ヲ私ナク身ニカヘテ思候（法皇の事を自分の身に代えても大切に思っています）」と表明し、その証拠として朝廷を軽んじる発言をした功臣の上総広常を粛清したことを語ったという。この日、後白河院は参議・中納言を飛ばして頼朝を権大納言に任じた。
13日、頼朝は後白河院に砂金800両・鷲羽2櫃・御馬100疋を進上、19日と23日には「御対面数刻に及ぶ」「終日御前に候ぜしめたまふ」と長時間の会談があった。24日、後白河院は花山院兼雅の右近衛大将の地位を取り上げて、頼朝に与える。12月1日の右大将拝賀の儀式は、後白河院が車と装束を調達し、前駆10名の内8名が北面武士から遣わされて執り行われた。頼朝は3日に権大納言・右大将両官を辞任するが、翌年正月に前右大将家政所吉書始を行い、前右大将の名で下文を発給するなど、右大将任官の事実を活用して自らの権威高揚を図った。
14日、頼朝は京都を去り鎌倉に戻る。頼朝の在京はおよそ40日間だったが、後白河院との対面は8回を数え、双方のわだかまりを払拭して朝幕関係に新たな局面を切り開いた。建久2年（1191年）3月22日に17か条の新制が発布されるが、その16条には「海陸盗賊放火」について「自今已後、たしかに前右近衛大将源朝臣並びに京畿諸国所部官司等に仰せ、件の輩を搦めまいらしめよ」と記され、頼朝の諸国守護権が公式に認められた。ここに武家が朝廷を守護する鎌倉時代の政治体制が確立することになる。

### 崩御
建久2年（1191年）、幕府の支援により戦乱と地震で荒廃していた法住寺殿の再建工事が始まった。法住寺殿は後白河院にとって、滋子と日々を過ごした懐かしい御所であり、再建は悲願だったと思われる。12月16日、後白河院は完成した御所に移り、造営を担当した中原親能・大江広元に剣を下賜、丹後局・吉田経房は頼朝に「法住寺殿の修理美を尽さるる事」を感謝する書状を送った。
ところが法住寺殿に戻ってすぐに、後白河院は「御不食」「御増気あり。又御脚腫れ給ふ」と体調を崩す。その後、長講堂供養のため六条殿に御幸するなど快方に向かうかに見えたが、閏12月に再び発症して病の床についた。平癒を祈って非常大赦が出され、崇徳上皇の廟・藤原頼長の墓への奉幣、安徳天皇の御堂建立なども行われるが、容態は日増しに重くなっていった。
建久3年（1192年）2月18日、雨の降る中を後鳥羽天皇が見舞いのため六条殿に行幸する。後白河院は「事の外辛苦し給ふ」という病状だったが大いに喜んで、後鳥羽の笛に合わせて今様を歌っている。後鳥羽帝が還御すると、後白河院は丹後局を使者として遺詔を伝えた。その内容は、法住寺殿・蓮華王院・六勝寺・鳥羽殿など主要な部分を天皇領に、他の院領は皇女の亮子・式子・好子・覲子にそれぞれ分与するというもので、後白河院に批判的な九条兼実も「御処分の体、誠に穏便なり」としている。
前年、「后位にあらず、母儀にあらず、院号を蒙むる例、今度始めなり」と先例を破って女院となった覲子内親王（宣陽門院）には、院領の中でも最大規模の長講堂領が譲られた。さらに後白河院は、覲子について特に配慮するよう後鳥羽帝に念を押している。遅く生まれた子である覲子を溺愛し、気にかけていた様子がうかがえる。覲子の母の丹後局はすでに譲られていた21か所の領地・荘園について、改めて「公事免除」の院庁下文を与えられた。一方で丹後局や院近臣は院の生前に権益を保持しようと、競って新たな荘園を立てたが、後に九条兼実によってほとんど停止されている。
後事を託した後白河院は、3月13日寅の刻（午前4時頃）、六条殿において宝算66で崩御した。

## 評価

### 同時代の評価
- 『玉葉』寿永3年（1184年）3月16日条に記された信西の後白河院評は「和漢の間、比類少きの暗主」。その暗君のわずかな徳として「もし叡心果たし遂げんと欲する事あらば、あえて人の制法にかかわらず、必ずこれを遂ぐ」（一旦やろうと決めたことは人が制止するのも聞かず、必ずやり遂げる）、「自ら聞し食し置く所の事、殊に御忘却なし。年月遷ると雖も心底に忘れ給はず」（一度聞いた事は年月が過ぎても決して忘れない）としている。ただし、これは九条兼実が清原頼業から聞いた話として書きとめたもので、信西が本当にそう言ったかは定かでない。
- 九条兼実は「鳥羽法皇は普通の君であるが、処分については遺憾であり、すべてを美福門院に与えられた。今の後白河法皇は処分に関する限り遙かに鳥羽法皇より勝れている。人の賢愚など、簡単に評価できないものだ」とし、その死去にあたっては「法皇は度量が広く慈悲深い人柄であられた。仏教に帰依された様子は、そのために国を滅ぼした南朝梁の武帝以上であり、ただ延喜・天暦の古きよき政治の風が失われたのは残念である。いまご逝去の報に接し、天下はみな悲しんでいるが、朝夕法皇の徳に慣れ、法皇の恩によって名利を得た輩はなおさらである」と形式的な悲しみの言葉を使いながらも、過度な仏教帰依を非難し、近臣の悲しみを嘲笑している[186]。
- 『保元物語』では、「文にもあらず武にもあらぬ、四の宮（=後白河）」が重仁親王を差し置いて即位したことが遺恨であると崇徳上皇が語ったとされている[187]なお、『平治物語』では藤原信頼を指して「文にもあらず、武にもあらず、能もなく、また芸もなし、ただ朝恩のみにほこりて」と類似の表現が用いられている[188]。

### 研究者の評価
後白河の評価については、安田元久に代表される「武士の台頭に翻弄される古代最後の王」という見方と、加藤周一に代表される「権謀術数をゲームのように行う人物」であるという評価が存在していた。棚橋光男は文化面における後白河の役割を主張し、文化の担い手としての中世王権の確立者であるという評価が広まるきっかけとなった。河内祥輔は後白河院を非常に捉えどころのない人物であると評価し、『愚管抄』や『玉葉』をはじめとする多くの公家日記から問題の多い人物であったことは間違いなく、「権謀術数に長けていたとする評価は全く見当違い」であるとする。その一方で、人間関係には意外と淡泊でかつて敵対した人物でも時が経てば重用することもあったことを指摘し、平清盛に対しても治承三年の政変の後でさえ敵視していたと断言することは出来ないと述べている。

## 人物
- 『台記』仁平3年（1153年）9月23日条によると、関白の藤原忠通が近衛天皇の跡継ぎとして雅仁親王を飛ばして、守仁親王（二条天皇）を即位させる提案を鳥羽法皇に行ったことに対し、父の藤原忠実は「此の事を案ずるに、関白狂へるか。彼の童（守仁）即位せば、又雅仁親王猶ほ在り。親王如しくは政を専らにせん。豈に関白をして執権せしめんや」と雅仁親王の権力志向の強さを指摘している。これは不仲になっていた忠通への悪意を含む発言であった可能性もあるが、後に忠通が院近臣の藤原信頼と争った末に後白河の怒りを買って閉門処分を受けた事実[191]を考えると、忠実の予測は当たっていたことになる。
- 院政期には、朝廷内の序列や慣例、実務能力を無視して院近臣を優遇する傾向があったが、後白河法皇はそれが顕著であった。清盛の怒りを買った師家の中納言任官の他にも、師長の太政大臣も左大臣経宗、右大臣兼実を飛び越えての任官であった。また大納言資賢も父は非参議止まりであり、資賢の家系では平安中期以来約180年ぶりの大納言任官であった。師長は琵琶・箏、資賢は笛・和琴・郢曲の当代一の名手と言われており、今様に熱中していた後白河にとっては、政務はともかく趣味の面で必要な人材であった[注釈 18]。
- 一旦使い捨てた相手や対立した相手でも、時が過ぎればそれを受け入れる度量も有しており、藤原頼長の子の師長は太政大臣となり、信西の子供達を公卿や近臣に取り立て、二条親政派として罰した大炊御門経宗はその後左大臣を20年以上務め、一度はないがしろにした近衛基通は男男の仲となり、一度は流刑にして「叡山の悪魔」とまで罵り、前代未聞の比叡山攻撃を計画させる原因を作った天台座主・明雲も最後は後白河のために法住寺合戦で討死するほどの親密な関係になっている。
- 平清盛と対立した後も誕生したばかりの言仁親王の立太子に同意するなど、清盛との和解を図った向きもある。
- 後白河院は源頼朝追討の宣旨を下した後、高階泰経に「保元以来乱逆が相次ぎ、玉体を全うするためにこのような処置をとってきたが、今後も乱逆が絶えないだろうから治世から身を引きたい」[193]と心情を吐露している。しかし他に貴族政権を取りまとめる者がいなかったことも事実であり、最期まで政治の実権を握り続けた。頼朝との悪化した関係は建久元年（1190年）の頼朝上洛により修復され、この時に成立した朝廷と鎌倉幕府の協調関係は、承久の乱まで約30年間保たれることになった。
- 『続古事談』には範家の三位といひける人を軽慢して、「にやくり三位、き三位、散三位、よく三位、むことり三位」と述べたという話がある。
- 京都妙法院には袈裟をつけ、右手に念珠、左手に絵巻を持つ重要文化財の後白河法皇像がある（鳥羽天皇像とする説もある）[194]。

## 系譜
| \| \| \| \| \| \| \| \| \| \| \| \| \| \| \| \| \| \| \| \| 16. 第71代 後三条天皇 \| \| \| \| \| \| \| \| \| \| \| \| \| \| \| \| \| \| \| \| \| \| \| \| \| \| \| \| \| \| \| \| \| \| \| \| \| \| \| \| \| \| \| \| \| \| \| \| \| \| \| \| \| \| 8. 第72代 白河天皇 \| \| \| \| \| \| \| \| \| \| \| \| \| \| \| \| \| \| \| \| \| \| \| \| \| \| \| \| \| \| \| \| \| \| \| \| \| \| \| \| \| \| \| \| \| \| \| \| \| \| \| \| \| \| 17. 藤原茂子 \| \| \| \| \| \| \| \| \| \| \| \| \| \| \| \| \| \| \| \| \| \| \| \| \| \| \| \| \| \| \| \| \| \| \| \| \| \| \| \| \| \| \| \| \| \| \| \| \| \| \| \| \| \| 4. 第73代 堀河天皇 \| \| \| \| \| \| \| \| \| \| \| \| \| \| \| \| \| \| \| \| \| \| \| \| \| \| \| \| \| \| \| \| \| \| \| \| \| \| \| \| \| \| \| \| \| \| \| \| \| \| \| \| \| \| 18. 源顕房 \| \| \| \| \| \| \| \| \| \| \| \| \| \| \| \| \| \| \| \| \| \| \| \| \| \| \| \| \| \| \| \| \| \| \| \| \| \| \| \| \| \| \| \| \| \| \| \| \| \| \| \| \| \| 9. 藤原賢子 \| \| \| \| \| \| \| \| \| \| \| \| \| \| \| \| \| \| \| \| \| \| \| \| \| \| \| \| \| \| \| \| \| \| \| \| \| \| \| \| \| \| \| \| \| \| \| \| \| \| \| \| \| \| 19. 源隆子 \| \| \| \| \| \| \| \| \| \| \| \| \| \| \| \| \| \| \| \| \| \| \| \| \| \| \| \| \| \| \| \| \| \| \| \| \| \| \| \| \| \| \| \| \| \| \| \| \| \| \| \| \| \| 2. 第74代 鳥羽天皇 \| \| \| \| \| \| \| \| \| \| \| \| \| \| \| \| \| \| \| \| \| \| \| \| \| \| \| \| \| \| \| \| \| \| \| \| \| \| \| \| \| \| \| \| \| \| \| \| \| \| \| \| \| \| 20. 藤原公成(=24) \| \| \| \| \| \| \| \| \| \| \| \| \| \| \| \| \| \| \| \| \| \| \| \| \| \| \| \| \| \| \| \| \| \| \| \| \| \| \| \| \| \| \| \| \| \| \| \| \| \| \| \| \| \| 10. 藤原実季(=12) \| \| \| \| \| \| \| \| \| \| \| \| \| \| \| \| \| \| \| \| \| \| \| \| \| \| \| \| \| \| \| \| \| \| \| \| \| \| \| \| \| \| \| \| \| \| \| \| \| \| \| \| \| \| 21. 藤原定佐女(=25) \| \| \| \| \| \| \| \| \| \| \| \| \| \| \| \| \| \| \| \| \| \| \| \| \| \| \| \| \| \| \| \| \| \| \| \| \| \| \| \| \| \| \| \| \| \| \| \| \| \| \| \| \| \| 5. 藤原苡子 \| \| \| \| \| \| \| \| \| \| \| \| \| \| \| \| \| \| \| \| \| \| \| \| \| \| \| \| \| \| \| \| \| \| \| \| \| \| \| \| \| \| \| \| \| \| \| \| \| \| \| \| \| \| 22. 藤原経平(=26) \| \| \| \| \| \| \| \| \| \| \| \| \| \| \| \| \| \| \| \| \| \| \| \| \| \| \| \| \| \| \| \| \| \| \| \| \| \| \| \| \| \| \| \| \| \| \| \| \| \| \| \| \| \| 11. 藤原睦子(=13) \| \| \| \| \| \| \| \| \| \| \| \| \| \| \| \| \| \| \| \| \| \| \| \| \| \| \| \| \| \| \| \| \| \| \| \| \| \| \| \| \| \| \| \| \| \| \| \| \| \| \| \| \| \| 1. 第77代 後白河天皇 \| \| \| \| \| \| \| \| \| \| \| \| \| \| \| \| \| \| \| \| \| \| \| \| \| \| \| \| \| \| \| \| \| \| \| \| \| \| \| \| \| \| \| \| \| \| \| \| \| \| \| \| \| \| 24. 藤原公成(=20) \| \| \| \| \| \| \| \| \| \| \| \| \| \| \| \| \| \| \| \| \| \| \| \| \| \| \| \| \| \| \| \| \| \| \| \| \| \| \| \| \| \| \| \| \| \| \| \| \| \| \| \| \| \| 12. 藤原実季(=10) \| \| \| \| \| \| \| \| \| \| \| \| \| \| \| \| \| \| \| \| \| \| \| \| \| \| \| \| \| \| \| \| \| \| \| \| \| \| \| \| \| \| \| \| \| \| \| \| \| \| \| \| \| \| 25. 藤原定佐女 (=21) \| \| \| \| \| \| \| \| \| \| \| \| \| \| \| \| \| \| \| \| \| \| \| \| \| \| \| \| \| \| \| \| \| \| \| \| \| \| \| \| \| \| \| \| \| \| \| \| \| \| \| \| \| \| 6. 藤原公実 \| \| \| \| \| \| \| \| \| \| \| \| \| \| \| \| \| \| \| \| \| \| \| \| \| \| \| \| \| \| \| \| \| \| \| \| \| \| \| \| \| \| \| \| \| \| \| \| \| \| \| \| \| \| 26. 藤原経平(=22) \| \| \| \| \| \| \| \| \| \| \| \| \| \| \| \| \| \| \| \| \| \| \| \| \| \| \| \| \| \| \| \| \| \| \| \| \| \| \| \| \| \| \| \| \| \| \| \| \| \| \| \| \| \| 13. 藤原睦子(=11) \| \| \| \| \| \| \| \| \| \| \| \| \| \| \| \| \| \| \| \| \| \| \| \| \| \| \| \| \| \| \| \| \| \| \| \| \| \| \| \| \| \| \| \| \| \| \| \| \| \| \| \| \| \| 3. 藤原璋子 \| \| \| \| \| \| \| \| \| \| \| \| \| \| \| \| \| \| \| \| \| \| \| \| \| \| \| \| \| \| \| \| \| \| \| \| \| \| \| \| \| \| \| \| \| \| \| \| \| \| \| \| \| \| 28. 藤原隆光 \| \| \| \| \| \| \| \| \| \| \| \| \| \| \| \| \| \| \| \| \| \| \| \| \| \| \| \| \| \| \| \| \| \| \| \| \| \| \| \| \| \| \| \| \| \| \| \| \| \| \| \| \| \| 14. 藤原隆方 \| \| \| \| \| \| \| \| \| \| \| \| \| \| \| \| \| \| \| \| \| \| \| \| \| \| \| \| \| \| \| \| \| \| \| \| \| \| \| \| \| \| \| \| \| \| \| \| \| \| \| \| \| \| 29. 源国挙女 \| \| \| \| \| \| \| \| \| \| \| \| \| \| \| \| \| \| \| \| \| \| \| \| \| \| \| \| \| \| \| \| \| \| \| \| \| \| \| \| \| \| \| \| \| \| \| \| \| \| \| \| \| \| 7. 藤原光子 \| \| \| \| \| \| \| \| \| \| \| \| \| \| \| \| \| \| \| \| \| \| \| \| \| \| \| \| \| \| \| \| \| \| \| \| \| \| \| \| \| \| \| \| \| \| \| \| \| \| \| \| |                       |  |  |  |  |  |  |  |  |  |  |  |  |  |  |  |
| |                       |  |  |  |  |  |  |  |  |  |  |  |  |  |  |  |
| | 16. 第71代 後三条天皇 |  |  |  |  |  |  |  |  |  |  |  |  |  |  |  |
| |                       |  |  |  |  |  |  |  |  |  |  |  |  |  |  |  |
| |                       |  |  |  |  |  |  |  |  |  |  |  |  |  |  |  |
| | 8. 第72代 白河天皇    |  |  |  |  |  |  |  |  |  |  |  |  |  |  |  |
| |                       |  |  |  |  |  |  |  |  |  |  |  |  |  |  |  |
| |                       |  |  |  |  |  |  |  |  |  |  |  |  |  |  |  |
| | 17. 藤原茂子          |  |  |  |  |  |  |  |  |  |  |  |  |  |  |  |
| |                       |  |  |  |  |  |  |  |  |  |  |  |  |  |  |  |
| |                       |  |  |  |  |  |  |  |  |  |  |  |  |  |  |  |
| | 4. 第73代 堀河天皇    |  |  |  |  |  |  |  |  |  |  |  |  |  |  |  |
| |                       |  |  |  |  |  |  |  |  |  |  |  |  |  |  |  |
| |                       |  |  |  |  |  |  |  |  |  |  |  |  |  |  |  |
| | 18. 源顕房            |  |  |  |  |  |  |  |  |  |  |  |  |  |  |  |
| |                       |  |  |  |  |  |  |  |  |  |  |  |  |  |  |  |
| |                       |  |  |  |  |  |  |  |  |  |  |  |  |  |  |  |
| | 9. 藤原賢子           |  |  |  |  |  |  |  |  |  |  |  |  |  |  |  |
| |                       |  |  |  |  |  |  |  |  |  |  |  |  |  |  |  |
| |                       |  |  |  |  |  |  |  |  |  |  |  |  |  |  |  |
| | 19. 源隆子            |  |  |  |  |  |  |  |  |  |  |  |  |  |  |  |
| |                       |  |  |  |  |  |  |  |  |  |  |  |  |  |  |  |
| |                       |  |  |  |  |  |  |  |  |  |  |  |  |  |  |  |
| | 2. 第74代 鳥羽天皇    |  |  |  |  |  |  |  |  |  |  |  |  |  |  |  |
| |                       |  |  |  |  |  |  |  |  |  |  |  |  |  |  |  |
| |                       |  |  |  |  |  |  |  |  |  |  |  |  |  |  |  |
| | 20. 藤原公成(=24)     |  |  |  |  |  |  |  |  |  |  |  |  |  |  |  |
| |                       |  |  |  |  |  |  |  |  |  |  |  |  |  |  |  |
| |                       |  |  |  |  |  |  |  |  |  |  |  |  |  |  |  |
| | 10. 藤原実季(=12)     |  |  |  |  |  |  |  |  |  |  |  |  |  |  |  |
| |                       |  |  |  |  |  |  |  |  |  |  |  |  |  |  |  |
| |                       |  |  |  |  |  |  |  |  |  |  |  |  |  |  |  |
| | 21. 藤原定佐女(=25)   |  |  |  |  |  |  |  |  |  |  |  |  |  |  |  |
| |                       |  |  |  |  |  |  |  |  |  |  |  |  |  |  |  |
| |                       |  |  |  |  |  |  |  |  |  |  |  |  |  |  |  |
| | 5. 藤原苡子           |  |  |  |  |  |  |  |  |  |  |  |  |  |  |  |
| |                       |  |  |  |  |  |  |  |  |  |  |  |  |  |  |  |
| |                       |  |  |  |  |  |  |  |  |  |  |  |  |  |  |  |
| | 22. 藤原経平(=26)     |  |  |  |  |  |  |  |  |  |  |  |  |  |  |  |
| |                       |  |  |  |  |  |  |  |  |  |  |  |  |  |  |  |
| |                       |  |  |  |  |  |  |  |  |  |  |  |  |  |  |  |
| | 11. 藤原睦子(=13)     |  |  |  |  |  |  |  |  |  |  |  |  |  |  |  |
| |                       |  |  |  |  |  |  |  |  |  |  |  |  |  |  |  |
| |                       |  |  |  |  |  |  |  |  |  |  |  |  |  |  |  |
| | 1. 第77代 後白河天皇  |  |  |  |  |  |  |  |  |  |  |  |  |  |  |  |
| |                       |  |  |  |  |  |  |  |  |  |  |  |  |  |  |  |
| |                       |  |  |  |  |  |  |  |  |  |  |  |  |  |  |  |
| | 24. 藤原公成(=20)     |  |  |  |  |  |  |  |  |  |  |  |  |  |  |  |
| |                       |  |  |  |  |  |  |  |  |  |  |  |  |  |  |  |
| |                       |  |  |  |  |  |  |  |  |  |  |  |  |  |  |  |
| | 12. 藤原実季(=10)     |  |  |  |  |  |  |  |  |  |  |  |  |  |  |  |
| |                       |  |  |  |  |  |  |  |  |  |  |  |  |  |  |  |
| |                       |  |  |  |  |  |  |  |  |  |  |  |  |  |  |  |
| | 25. 藤原定佐女 (=21)  |  |  |  |  |  |  |  |  |  |  |  |  |  |  |  |
| |                       |  |  |  |  |  |  |  |  |  |  |  |  |  |  |  |
| |                       |  |  |  |  |  |  |  |  |  |  |  |  |  |  |  |
| | 6. 藤原公実           |  |  |  |  |  |  |  |  |  |  |  |  |  |  |  |
| |                       |  |  |  |  |  |  |  |  |  |  |  |  |  |  |  |
| |                       |  |  |  |  |  |  |  |  |  |  |  |  |  |  |  |
| | 26. 藤原経平(=22)     |  |  |  |  |  |  |  |  |  |  |  |  |  |  |  |
| |                       |  |  |  |  |  |  |  |  |  |  |  |  |  |  |  |
| |                       |  |  |  |  |  |  |  |  |  |  |  |  |  |  |  |
| | 13. 藤原睦子(=11)     |  |  |  |  |  |  |  |  |  |  |  |  |  |  |  |
| |                       |  |  |  |  |  |  |  |  |  |  |  |  |  |  |  |
| |                       |  |  |  |  |  |  |  |  |  |  |  |  |  |  |  |
| | 3. 藤原璋子           |  |  |  |  |  |  |  |  |  |  |  |  |  |  |  |
| |                       |  |  |  |  |  |  |  |  |  |  |  |  |  |  |  |
| |                       |  |  |  |  |  |  |  |  |  |  |  |  |  |  |  |
| | 28. 藤原隆光          |  |  |  |  |  |  |  |  |  |  |  |  |  |  |  |
| |                       |  |  |  |  |  |  |  |  |  |  |  |  |  |  |  |
| |                       |  |  |  |  |  |  |  |  |  |  |  |  |  |  |  |
| | 14. 藤原隆方          |  |  |  |  |  |  |  |  |  |  |  |  |  |  |  |
| |                       |  |  |  |  |  |  |  |  |  |  |  |  |  |  |  |
| |                       |  |  |  |  |  |  |  |  |  |  |  |  |  |  |  |
| | 29. 源国挙女          |  |  |  |  |  |  |  |  |  |  |  |  |  |  |  |
| |                       |  |  |  |  |  |  |  |  |  |  |  |  |  |  |  |
| |                       |  |  |  |  |  |  |  |  |  |  |  |  |  |  |  |
| | 7. 藤原光子           |  |  |  |  |  |  |  |  |  |  |  |  |  |  |  |
| |                       |  |  |  |  |  |  |  |  |  |  |  |  |  |  |  |
| |                       |  |  |  |  |  |  |  |  |  |  |  |  |  |  |  |

### 系図
|               |             |             |             |             |             |  |  |               |               |               |               |               |               |  |  |             |             |             |             |             |             |  |  |                       |                       |                       |                       |                       |                       |  |  |                 |                 |                 |                 |                 |                 |  |  |            |            |            |            |            |            |  |  |  |  |  |  |  |  |  |  |  |  |  |  |  |  |  |  |
| 71 後三条天皇 |             |             |             |             |             |  |  |               |               |               |               |               |               |  |  |             |             |             |             |             |             |  |  |                       |                       |                       |                       |                       |                       |  |  |                 |                 |                 |                 |                 |                 |  |  |            |            |            |            |            |            |  |  |  |  |  |  |  |  |  |  |  |  |  |  |  |  |  |  |
|               |             |             |             |             |             |  |  |               |               |               |               |               |               |  |  |             |             |             |             |             |             |  |  |                       |                       |                       |                       |                       |                       |  |  |                 |                 |                 |                 |                 |                 |  |  |            |            |            |            |            |            |  |  |  |  |  |  |  |  |  |  |  |  |  |  |  |  |  |  |
|               |             |             |             |             |             |  |  |               |               |               |               |               |               |  |  |             |             |             |             |             |             |  |  |                       |                       |                       |                       |                       |                       |  |  |                 |                 |                 |                 |                 |                 |  |  |            |            |            |            |            |            |  |  |  |  |  |  |  |  |  |  |  |  |  |  |  |  |  |  |
| 72 白河天皇   | 72 白河天皇 | 72 白河天皇 | 72 白河天皇 | 72 白河天皇 | 72 白河天皇 |  |  | 実仁親王      | 実仁親王      | 実仁親王      | 実仁親王      | 実仁親王      | 実仁親王      |  |  |             |             |             |             |             |             |  |  |                       |                       |                       |                       |                       |                       |  |  | 輔仁親王        | 輔仁親王        | 輔仁親王        | 輔仁親王        | 輔仁親王        | 輔仁親王        |  |  | 篤子内親王 | 篤子内親王 | 篤子内親王 | 篤子内親王 | 篤子内親王 | 篤子内親王 |  |  |  |  |  |  |  |  |  |  |  |  |  |  |  |  |  |  |
| 72 白河天皇   | 72 白河天皇 | 72 白河天皇 | 72 白河天皇 | 72 白河天皇 | 72 白河天皇 |  |  | 実仁親王      | 実仁親王      | 実仁親王      | 実仁親王      | 実仁親王      | 実仁親王      |  |  |             |             |             |             |             |             |  |  |                       |                       |                       |                       |                       |                       |  |  | 輔仁親王        | 輔仁親王        | 輔仁親王        | 輔仁親王        | 輔仁親王        | 輔仁親王        |  |  | 篤子内親王 | 篤子内親王 | 篤子内親王 | 篤子内親王 | 篤子内親王 | 篤子内親王 |  |  |  |  |  |  |  |  |  |  |  |  |  |  |  |  |  |  |
|               |             |             |             |             |             |  |  |               |               |               |               |               |               |  |  |             |             |             |             |             |             |  |  |                       |                       |                       |                       |                       |                       |  |  |                 |                 |                 |                 |                 |                 |  |  |            |            |            |            |            |            |  |  |  |  |  |  |  |  |  |  |  |  |  |  |  |  |  |  |
| 73 堀河天皇   | 73 堀河天皇 | 73 堀河天皇 | 73 堀河天皇 | 73 堀河天皇 | 73 堀河天皇 |  |  | 覚行法親王    | 覚行法親王    | 覚行法親王    | 覚行法親王    | 覚行法親王    | 覚行法親王    |  |  | 覚法法親王  | 覚法法親王  | 覚法法親王  | 覚法法親王  | 覚法法親王  | 覚法法親王  |  |  | 媞子内親王 (郁芳門院) | 媞子内親王 (郁芳門院) | 媞子内親王 (郁芳門院) | 媞子内親王 (郁芳門院) | 媞子内親王 (郁芳門院) | 媞子内親王 (郁芳門院) |  |  | 源有仁 (有仁王) | 源有仁 (有仁王) | 源有仁 (有仁王) | 源有仁 (有仁王) | 源有仁 (有仁王) | 源有仁 (有仁王) |  |  |            |            |            |            |            |            |  |  |  |  |  |  |  |  |  |  |  |  |  |  |  |  |  |  |
| 73 堀河天皇   | 73 堀河天皇 | 73 堀河天皇 | 73 堀河天皇 | 73 堀河天皇 | 73 堀河天皇 |  |  | 覚行法親王    | 覚行法親王    | 覚行法親王    | 覚行法親王    | 覚行法親王    | 覚行法親王    |  |  | 覚法法親王  | 覚法法親王  | 覚法法親王  | 覚法法親王  | 覚法法親王  | 覚法法親王  |  |  | 媞子内親王 (郁芳門院) | 媞子内親王 (郁芳門院) | 媞子内親王 (郁芳門院) | 媞子内親王 (郁芳門院) | 媞子内親王 (郁芳門院) | 媞子内親王 (郁芳門院) |  |  | 源有仁 (有仁王) | 源有仁 (有仁王) | 源有仁 (有仁王) | 源有仁 (有仁王) | 源有仁 (有仁王) | 源有仁 (有仁王) |  |  |            |            |            |            |            |            |  |  |  |  |  |  |  |  |  |  |  |  |  |  |  |  |  |  |
|               |             |             |             |             |             |  |  |               |               |               |               |               |               |  |  |             |             |             |             |             |             |  |  |                       |                       |                       |                       |                       |                       |  |  |                 |                 |                 |                 |                 |                 |  |  |            |            |            |            |            |            |  |  |  |  |  |  |  |  |  |  |  |  |  |  |  |  |  |  |
| 74 鳥羽天皇   | 74 鳥羽天皇 | 74 鳥羽天皇 | 74 鳥羽天皇 | 74 鳥羽天皇 | 74 鳥羽天皇 |  |  | 最雲法親王    | 最雲法親王    | 最雲法親王    | 最雲法親王    | 最雲法親王    | 最雲法親王    |  |  |             |             |             |             |             |             |  |  |                       |                       |                       |                       |                       |                       |  |  |                 |                 |                 |                 |                 |                 |  |  |            |            |            |            |            |            |  |  |  |  |  |  |  |  |  |  |  |  |  |  |  |  |  |  |
| 74 鳥羽天皇   | 74 鳥羽天皇 | 74 鳥羽天皇 | 74 鳥羽天皇 | 74 鳥羽天皇 | 74 鳥羽天皇 |  |  | 最雲法親王    | 最雲法親王    | 最雲法親王    | 最雲法親王    | 最雲法親王    | 最雲法親王    |  |  |             |             |             |             |             |             |  |  |                       |                       |                       |                       |                       |                       |  |  |                 |                 |                 |                 |                 |                 |  |  |            |            |            |            |            |            |  |  |  |  |  |  |  |  |  |  |  |  |  |  |  |  |  |  |
|               |             |             |             |             |             |  |  |               |               |               |               |               |               |  |  |             |             |             |             |             |             |  |  |                       |                       |                       |                       |                       |                       |  |  |                 |                 |                 |                 |                 |                 |  |  |            |            |            |            |            |            |  |  |  |  |  |  |  |  |  |  |  |  |  |  |  |  |  |  |
| 75 崇徳天皇   | 75 崇徳天皇 | 75 崇徳天皇 | 75 崇徳天皇 | 75 崇徳天皇 | 75 崇徳天皇 |  |  | 77 後白河天皇 | 77 後白河天皇 | 77 後白河天皇 | 77 後白河天皇 | 77 後白河天皇 | 77 後白河天皇 |  |  | 76 近衛天皇 | 76 近衛天皇 | 76 近衛天皇 | 76 近衛天皇 | 76 近衛天皇 | 76 近衛天皇 |  |  |                       |                       |                       |                       |                       |                       |  |  |                 |                 |                 |                 |                 |                 |  |  |            |            |            |            |            |            |  |  |  |  |  |  |  |  |  |  |  |  |  |  |  |  |  |  |
| 75 崇徳天皇   | 75 崇徳天皇 | 75 崇徳天皇 | 75 崇徳天皇 | 75 崇徳天皇 | 75 崇徳天皇 |  |  | 77 後白河天皇 | 77 後白河天皇 | 77 後白河天皇 | 77 後白河天皇 | 77 後白河天皇 | 77 後白河天皇 |  |  | 76 近衛天皇 | 76 近衛天皇 | 76 近衛天皇 | 76 近衛天皇 | 76 近衛天皇 | 76 近衛天皇 |  |  |                       |                       |                       |                       |                       |                       |  |  |                 |                 |                 |                 |                 |                 |  |  |            |            |            |            |            |            |  |  |  |  |  |  |  |  |  |  |  |  |  |  |  |  |  |  |

|               |             |             |             |             |             |  |  |                 |                 |                 |                 |                 |                 |  |  |             |             |             |             |             |             |  |  |                         |                         |                         |                         |                         |                         |  |  |               |               |               |               |               |               |  |  |                         |                         |                         |                         |                         |                         |  |  |                   |                   |                   |                   |                   |                   |  |  |  |  |  |  |  |  |  |  |  |  |  |  |  |  |  |  |  |  |  |  |  |  |  |  |  |  |  |  |
| 77 後白河天皇 |             |             |             |             |             |  |  |                 |                 |                 |                 |                 |                 |  |  |             |             |             |             |             |             |  |  |                         |                         |                         |                         |                         |                         |  |  |               |               |               |               |               |               |  |  |                         |                         |                         |                         |                         |                         |  |  |                   |                   |                   |                   |                   |                   |  |  |  |  |  |  |  |  |  |  |  |  |  |  |  |  |  |  |  |  |  |  |  |  |  |  |  |  |  |  |
|               |             |             |             |             |             |  |  |                 |                 |                 |                 |                 |                 |  |  |             |             |             |             |             |             |  |  |                         |                         |                         |                         |                         |                         |  |  |               |               |               |               |               |               |  |  |                         |                         |                         |                         |                         |                         |  |  |                   |                   |                   |                   |                   |                   |  |  |  |  |  |  |  |  |  |  |  |  |  |  |  |  |  |  |  |  |  |  |  |  |  |  |  |  |  |  |
|               |             |             |             |             |             |  |  |                 |                 |                 |                 |                 |                 |  |  |             |             |             |             |             |             |  |  |                         |                         |                         |                         |                         |                         |  |  |               |               |               |               |               |               |  |  |                         |                         |                         |                         |                         |                         |  |  |                   |                   |                   |                   |                   |                   |  |  |  |  |  |  |  |  |  |  |  |  |  |  |  |  |  |  |  |  |  |  |  |  |  |  |  |  |  |  |
| 78 二条天皇   | 78 二条天皇 | 78 二条天皇 | 78 二条天皇 | 78 二条天皇 | 78 二条天皇 |  |  | 以仁王          | 以仁王          | 以仁王          | 以仁王          | 以仁王          | 以仁王          |  |  | 80 高倉天皇 | 80 高倉天皇 | 80 高倉天皇 | 80 高倉天皇 | 80 高倉天皇 | 80 高倉天皇 |  |  | 亮子内親王 （殷富門院） | 亮子内親王 （殷富門院） | 亮子内親王 （殷富門院） | 亮子内親王 （殷富門院） | 亮子内親王 （殷富門院） | 亮子内親王 （殷富門院） |  |  | 式子内親王    | 式子内親王    | 式子内親王    | 式子内親王    | 式子内親王    | 式子内親王    |  |  | 覲子内親王 （宣陽門院） | 覲子内親王 （宣陽門院） | 覲子内親王 （宣陽門院） | 覲子内親王 （宣陽門院） | 覲子内親王 （宣陽門院） | 覲子内親王 （宣陽門院） |  |  |                   |                   |                   |                   |                   |                   |  |  |  |  |  |  |  |  |  |  |  |  |  |  |  |  |  |  |  |  |  |  |  |  |  |  |  |  |  |  |
| 78 二条天皇   | 78 二条天皇 | 78 二条天皇 | 78 二条天皇 | 78 二条天皇 | 78 二条天皇 |  |  | 以仁王          | 以仁王          | 以仁王          | 以仁王          | 以仁王          | 以仁王          |  |  | 80 高倉天皇 | 80 高倉天皇 | 80 高倉天皇 | 80 高倉天皇 | 80 高倉天皇 | 80 高倉天皇 |  |  | 亮子内親王 （殷富門院） | 亮子内親王 （殷富門院） | 亮子内親王 （殷富門院） | 亮子内親王 （殷富門院） | 亮子内親王 （殷富門院） | 亮子内親王 （殷富門院） |  |  | 式子内親王    | 式子内親王    | 式子内親王    | 式子内親王    | 式子内親王    | 式子内親王    |  |  | 覲子内親王 （宣陽門院） | 覲子内親王 （宣陽門院） | 覲子内親王 （宣陽門院） | 覲子内親王 （宣陽門院） | 覲子内親王 （宣陽門院） | 覲子内親王 （宣陽門院） |  |  |                   |                   |                   |                   |                   |                   |  |  |  |  |  |  |  |  |  |  |  |  |  |  |  |  |  |  |  |  |  |  |  |  |  |  |  |  |  |  |
|               |             |             |             |             |             |  |  |                 |                 |                 |                 |                 |                 |  |  |             |             |             |             |             |             |  |  |                         |                         |                         |                         |                         |                         |  |  |               |               |               |               |               |               |  |  |                         |                         |                         |                         |                         |                         |  |  |                   |                   |                   |                   |                   |                   |  |  |  |  |  |  |  |  |  |  |  |  |  |  |  |  |  |  |  |  |  |  |  |  |  |  |  |  |  |  |
| 79 六条天皇   | 79 六条天皇 | 79 六条天皇 | 79 六条天皇 | 79 六条天皇 | 79 六条天皇 |  |  | 某王 （北陸宮） | 某王 （北陸宮） | 某王 （北陸宮） | 某王 （北陸宮） | 某王 （北陸宮） | 某王 （北陸宮） |  |  | 81 安徳天皇 | 81 安徳天皇 | 81 安徳天皇 | 81 安徳天皇 | 81 安徳天皇 | 81 安徳天皇 |  |  | 守貞親王 （後高倉院）   | 守貞親王 （後高倉院）   | 守貞親王 （後高倉院）   | 守貞親王 （後高倉院）   | 守貞親王 （後高倉院）   | 守貞親王 （後高倉院）   |  |  | 82 後鳥羽天皇 | 82 後鳥羽天皇 | 82 後鳥羽天皇 | 82 後鳥羽天皇 | 82 後鳥羽天皇 | 82 後鳥羽天皇 |  |  |                         |                         |                         |                         |                         |                         |  |  |                   |                   |                   |                   |                   |                   |  |  |  |  |  |  |  |  |  |  |  |  |  |  |  |  |  |  |  |  |  |  |  |  |  |  |  |  |  |  |
| 79 六条天皇   | 79 六条天皇 | 79 六条天皇 | 79 六条天皇 | 79 六条天皇 | 79 六条天皇 |  |  | 某王 （北陸宮） | 某王 （北陸宮） | 某王 （北陸宮） | 某王 （北陸宮） | 某王 （北陸宮） | 某王 （北陸宮） |  |  | 81 安徳天皇 | 81 安徳天皇 | 81 安徳天皇 | 81 安徳天皇 | 81 安徳天皇 | 81 安徳天皇 |  |  | 守貞親王 （後高倉院）   | 守貞親王 （後高倉院）   | 守貞親王 （後高倉院）   | 守貞親王 （後高倉院）   | 守貞親王 （後高倉院）   | 守貞親王 （後高倉院）   |  |  | 82 後鳥羽天皇 | 82 後鳥羽天皇 | 82 後鳥羽天皇 | 82 後鳥羽天皇 | 82 後鳥羽天皇 | 82 後鳥羽天皇 |  |  |                         |                         |                         |                         |                         |                         |  |  |                   |                   |                   |                   |                   |                   |  |  |  |  |  |  |  |  |  |  |  |  |  |  |  |  |  |  |  |  |  |  |  |  |  |  |  |  |  |  |
|               |             |             |             |             |             |  |  |                 |                 |                 |                 |                 |                 |  |  |             |             |             |             |             |             |  |  |                         |                         |                         |                         |                         |                         |  |  |               |               |               |               |               |               |  |  |                         |                         |                         |                         |                         |                         |  |  |                   |                   |                   |                   |                   |                   |  |  |  |  |  |  |  |  |  |  |  |  |  |  |  |  |  |  |  |  |  |  |  |  |  |  |  |  |  |  |
|               |             |             |             |             |             |  |  |                 |                 |                 |                 |                 |                 |  |  |             |             |             |             |             |             |  |  | 86 後堀河天皇           | 86 後堀河天皇           | 86 後堀河天皇           | 86 後堀河天皇           | 86 後堀河天皇           | 86 後堀河天皇           |  |  | 83 土御門天皇 | 83 土御門天皇 | 83 土御門天皇 | 83 土御門天皇 | 83 土御門天皇 | 83 土御門天皇 |  |  | 84 順徳天皇             | 84 順徳天皇             | 84 順徳天皇             | 84 順徳天皇             | 84 順徳天皇             | 84 順徳天皇             |  |  |                   |                   |                   |                   |                   |                   |  |  |  |  |  |  |  |  |  |  |  |  |  |  |  |  |  |  |  |  |  |  |  |  |  |  |  |  |  |  |
|               |             |             |             |             |             |  |  |                 |                 |                 |                 |                 |                 |  |  |             |             |             |             |             |             |  |  | 86 後堀河天皇           | 86 後堀河天皇           | 86 後堀河天皇           | 86 後堀河天皇           | 86 後堀河天皇           | 86 後堀河天皇           |  |  | 83 土御門天皇 | 83 土御門天皇 | 83 土御門天皇 | 83 土御門天皇 | 83 土御門天皇 | 83 土御門天皇 |  |  | 84 順徳天皇             | 84 順徳天皇             | 84 順徳天皇             | 84 順徳天皇             | 84 順徳天皇             | 84 順徳天皇             |  |  |                   |                   |                   |                   |                   |                   |  |  |  |  |  |  |  |  |  |  |  |  |  |  |  |  |  |  |  |  |  |  |  |  |  |  |  |  |  |  |
|               |             |             |             |             |             |  |  |                 |                 |                 |                 |                 |                 |  |  |             |             |             |             |             |             |  |  |                         |                         |                         |                         |                         |                         |  |  |               |               |               |               |               |               |  |  |                         |                         |                         |                         |                         |                         |  |  |                   |                   |                   |                   |                   |                   |  |  |  |  |  |  |  |  |  |  |  |  |  |  |  |  |  |  |  |  |  |  |  |  |  |  |  |  |  |  |
|               |             |             |             |             |             |  |  |                 |                 |                 |                 |                 |                 |  |  |             |             |             |             |             |             |  |  | 87 四条天皇             | 87 四条天皇             | 87 四条天皇             | 87 四条天皇             | 87 四条天皇             | 87 四条天皇             |  |  | 88 後嵯峨天皇 | 88 後嵯峨天皇 | 88 後嵯峨天皇 | 88 後嵯峨天皇 | 88 後嵯峨天皇 | 88 後嵯峨天皇 |  |  | 85 仲恭天皇             | 85 仲恭天皇             | 85 仲恭天皇             | 85 仲恭天皇             | 85 仲恭天皇             | 85 仲恭天皇             |  |  | 忠成王 （岩倉宮） | 忠成王 （岩倉宮） | 忠成王 （岩倉宮） | 忠成王 （岩倉宮） | 忠成王 （岩倉宮） | 忠成王 （岩倉宮） |  |  |  |  |  |  |  |  |  |  |  |  |  |  |  |  |  |  |  |  |  |  |  |  |  |  |  |  |  |  |
|               |             |             |             |             |             |  |  |                 |                 |                 |                 |                 |                 |  |  |             |             |             |             |             |             |  |  | 87 四条天皇             | 87 四条天皇             | 87 四条天皇             | 87 四条天皇             | 87 四条天皇             | 87 四条天皇             |  |  | 88 後嵯峨天皇 | 88 後嵯峨天皇 | 88 後嵯峨天皇 | 88 後嵯峨天皇 | 88 後嵯峨天皇 | 88 後嵯峨天皇 |  |  | 85 仲恭天皇             | 85 仲恭天皇             | 85 仲恭天皇             | 85 仲恭天皇             | 85 仲恭天皇             | 85 仲恭天皇             |  |  | 忠成王 （岩倉宮） | 忠成王 （岩倉宮） | 忠成王 （岩倉宮） | 忠成王 （岩倉宮） | 忠成王 （岩倉宮） | 忠成王 （岩倉宮） |  |  |  |  |  |  |  |  |  |  |  |  |  |  |  |  |  |  |  |  |  |  |  |  |  |  |  |  |  |  |

## 后妃・皇子女
- 親王妃（贈皇太后）：源懿子（1116年 - 1143年） - 藤原経実女、源有仁養女
  - 第一皇子：守仁親王（二条天皇）（1143年 - 1165年）
- 中宮：藤原忻子（1134年 - 1209年） - 徳大寺公能女
- 皇太后：平滋子（建春門院）（1142年 - 1176年） - 平時信女
  - 第七皇子：憲仁親王（高倉天皇）（1161年 - 1181年）
- 女御：藤原琮子（1145年 - 1231年） - 三条公教女
- 藤原成子（高倉三位）（? - 1177年） - 藤原季成女
  - 第一皇女：亮子内親王（殷富門院）（1147年 - 1216年） - 伊勢斎宮
  - 第二皇女：好子内親王（1148年? - 1192年） - 伊勢斎宮
  - 第三皇女：式子内親王（萱斎院）（1149年 - 1201年） - 賀茂斎院
  - 第二皇子：守覚法親王（1150年 - 1202年）
  - 第三皇子：以仁王（1151年 - 1180年）
  - 第四皇女：休子内親王（1157年 - 1171年） - 伊勢斎宮
- 坊門局 - 兵衛尉・平信重[195]女
  - 第四皇子：円恵法親王（1152年 - 1183年）
  - 第五皇子：定恵法親王（1156年? - 1196年）
  - 第六皇子：僧・恒恵（1159年? - 1206年）
- 坊門殿 - 徳大寺公能女
  - 第五皇女：惇子内親王（堀河斎宮）（1158年 - 1172年）
- 三条局 - 法印少僧都・仁操[注釈 20]女
  - 第九皇子：道法法親王（1166年 - 1214年）
  - 第十一皇子：僧・真禎（1169年? - ?）
- 丹波局 - 紀孝資女（遊女）
  - 第八皇子：静恵法親王（1164年 - 1203年）
  - 第十皇子：承仁法親王（1169年 - 1197年）
- 右衛門佐（八条院女房） - 肥後守・藤原資隆女
  - 皇子：『院の御子』？（1165年? - ?）[注釈 21]
- 大宮局 - 中納言・藤原伊実女
- 近衛局 - 権大納言・藤原公保女
- 御子姫君 - 平清盛女
- 高階栄子（丹後局）（1151年? - 1216年） - 法印澄雲女、初め平業房の妻、従二位
  - 第六皇女：覲子内親王（宣陽門院）（1181年 - 1252年）

## 在位中の元号
- 久寿 （1155年7月24日 - 1156年4月27日）
- 保元 （1156年4月27日 - 1158年8月11日）

## 諡号・追号

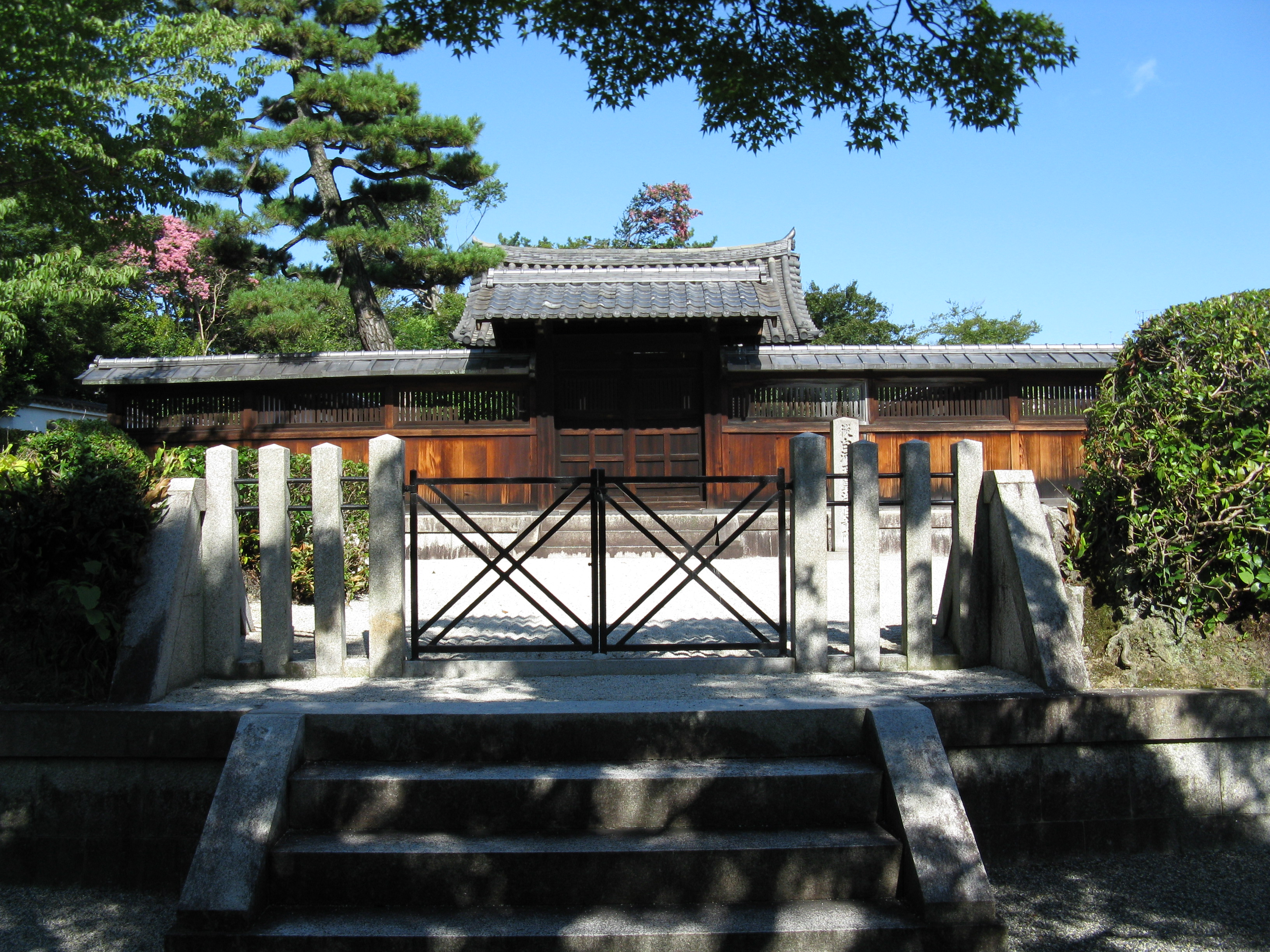
法住寺陵

- 後白河院 - 譲位後の院政時の住居の名称による追号（白河院の次に当たるという意味に因む）。明治年間以降は正式に後白河天皇と諡される。
- 行真法皇 - 退位・出家後に用いた戒名。

## 陵・霊廟

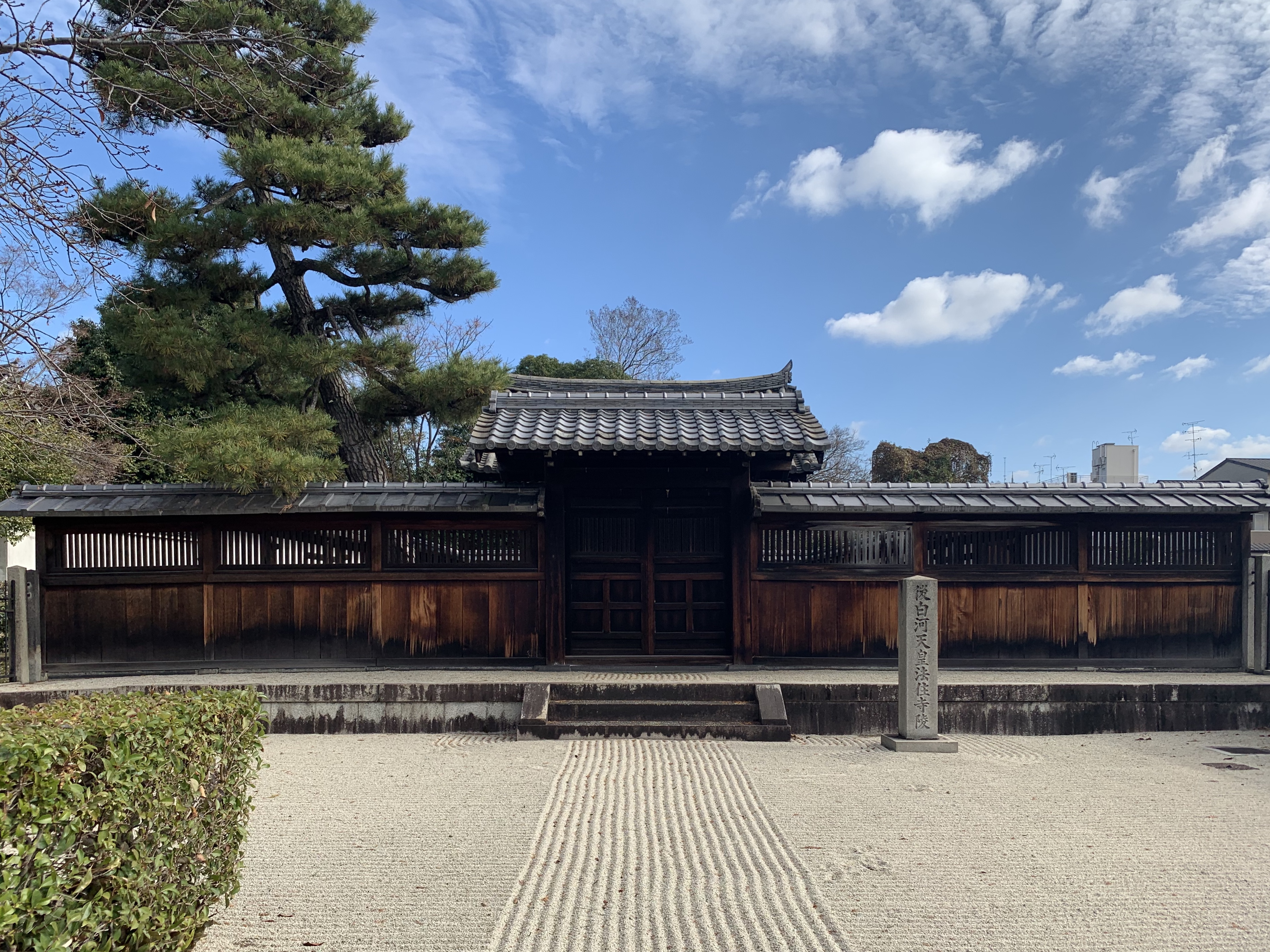
法住寺陵

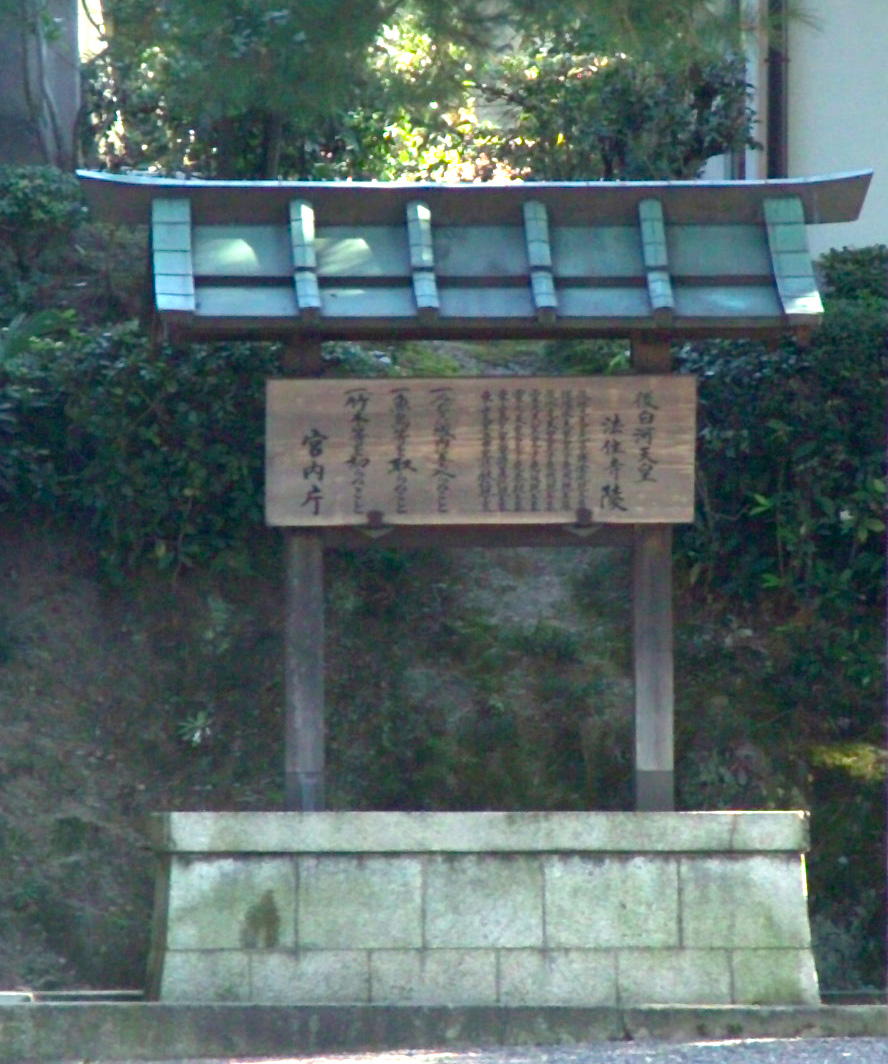
宮内庁による掲示

陵（みささぎ）は、宮内庁により京都府京都市東山区三十三間堂廻り町にある法住寺陵（ほうじゅうじのみささぎ）に治定されている。宮内庁上の形式は方形堂。
また皇居では、皇霊殿（宮中三殿の1つ）において他の歴代天皇・皇族とともに天皇の霊が祀られている。

## 関連作品
小説
- 井上靖『後白河院』（新潮文庫）ISBN 4-10-106320-6
  - 他に「全集」に収録（新潮社）

- 安部龍太郎『浄土の帝』（角川文庫）

戯曲
- 山崎正和『野望と夏草』（河出書房新社）

テレビドラマ
- 新・平家物語（1972年、NHK大河ドラマ） - 演：滝沢修
- 草燃える（1979年、NHK大河ドラマ） - 演：尾上松緑
- 源義経（1990年、TBS） - 演：津川雅彦
- 源義経（1991年、日本テレビ） - 演：平幹二朗
- 平清盛（1992年、TBS） - 演：高橋英樹
- 炎立つ（1993年、NHK大河ドラマ） - 演：中尾彬
- 義経（2005年、NHK大河ドラマ） - 演：平幹二朗
- 平清盛（2012年、NHK大河ドラマ） - 演：松田翔太
- 鎌倉殿の13人（2022年、NHK大河ドラマ） - 演：西田敏行
- 義経のスマホ（2022年、NHK） - 演：松村邦洋

テレビアニメ
- 平家物語（2022年、フジテレビ） - 声：千葉繁

人形劇
- 人形歴史スペクタクル 平家物語（1993年 - 1995年、NHK）- 声：石橋蓮司